# Liste des épisodes d'Adventure Time

Logo de la série.

Adventure Time est une série d'animation américaine créée par Pendleton Ward et diffusée sur la chaîne de télévision Cartoon Network aux États-Unis. La série suit les aventures de Finn l'humain, un jeune garçon, et de son meilleur ami Jake le chien, un chien anthropomorphe aux pouvoirs magiques capable de changer de taille et de forme à volonté. Finn et Jake vivent sur l'île post-apocalyptique de Ooo.

## Périodicité
| Saison | Saison | Épisodes | Diffusion originale | Diffusion originale |
| Saison | Saison | Épisodes | Premier épisode     | Dernier épisode     |
| ------ | ------ | -------- | ------------------- | ------------------- |
|        | Pilote | Pilote   | 11 janvier 2007     | 11 janvier 2007     |
|        | 1      | 26       | 5 avril 2010        | 27 septembre 2010   |
|        | 2      | 26       | 11 octobre 2010     | 9 mai 2011          |
|        | 3      | 26       | 11 juillet 2011     | 13 février 2012     |
|        | 4      | 26       | 5 mars 2012         | 22 octobre 2012     |
|        | 5      | 52       | 12 novembre 2012    | 9 juin 2014         |
|        | 6      | 43       | 9 juin 2014         | 31 juillet 2015     |
|        | 7      | 39       | 2 novembre 2015     | 4 juillet 2016      |
|        | 8      | 28       | 25 juillet 2016     | 21 juillet 2017     |
|        | 9      | 16       | 18 septembre 2017   | 3 septembre 2018    |

## Épisodes
Chaque épisode d'Adventure Time est d'une durée d'approximativement onze minutes ; deux épisodes à la suite sont souvent diffusés dans le respect des horaires de programmation. En 2013, la série compte un total de six saisons, et 52 épisodes de 26 minutes. 
La série est originellement lancée aux États-Unis sur la chaîne Cartoon Network le 11 avril 2010, et la première saison, le 5 avril 2010 ; la saison se conclut à la fin de l'année. En France, elle est lancée le 9 mai 2011 sur version française de la chaîne, et au Canada, et au Québec, en septembre 2012 sur Télétoon[réf. nécessaire]. La seconde saison est lancée quelques semaines plus tard, le 11 octobre et se conclut le 2 mai 2011. La troisième saison débute le 11 juillet 2011, et se conclut le 13 février 2012. La quatrième saison est lancée le 2 avril 2012 jusqu'au 22 octobre 2012 ; en France, elle est diffusée dès février 2013, et au Canada dès janvier 2013. La cinquième saison est lancée du 12 novembre 2012 au 17 mars 2014. En France, les deux premiers épisodes de la saison sont diffusés en avant-première à la Comic Con en juillet 2013. La série débute sa sixième saison le 21 avril 2014. Le 25 juillet 2014, une septième saison de la série est annoncée, qui a commencé à diffuser sur 2 novembre 2015. Le 7 juillet 2015, la série a été renouvelée pour une huitième saison.

### Épisode pilote (2007)
| # | Titre          | Titre          | Dialogues et storyboard                                         | Date de diffusion | Date de diffusion                     |
| # | Original       | Francophone    | Dialogues et storyboard                                         | États-Unis        | France                                |
| - | -------------- | -------------- | --------------------------------------------------------------- | ----------------- | ------------------------------------- |
| 0 | Adventure Time | Adventure Time | Larry Leichliter Frédéric Mintoff Hugo Morales & Pendleton Ward | 11 janvier 2007   | 11 octobre 2017 (diffusé sur YouTube) |

### Première saison (2010)
| # | Titre                          | Titre                             | Dialogues et storyboard                 | Date de diffusion | Date de diffusion |
| # | Original                       | Francophone                       | Dialogues et storyboard                 | États-Unis        | France            |
| --- | ------------------------------ | --------------------------------- | --------------------------------------- | ----------------- | ----------------- |
| 1a | Slumber Party Panic            | Une soirée mortelle               | Adam Muto Elizabeth Ito                 | 5 avril 2010      | 9 mai 2011        |
| Finn et la princesse Chewing-Gum se livrent à des expériences bien étranges dans un cimetière. Mais au lieu de ressusciter des morts, ils créent une armée de bonbons zombies qui dévorent tout sur leur passage. Finn doit tout faire pour empêcher le peuple des bonbons de découvrir ce qui se passe.                                                                |                                |                                   |                                         |                   |                   |
| 1b | Trouble in Lumpy Space         | Morsures et boursouflures !       | Adam Muto Elizabeth Ito                 | 5 avril 2010      | 10 mai 2011       |
| La princesse Lumpy Space mord accidentellement le pied de Jake. Celui-ci se transforme en grumeau, et la seule solution existante pour lui rendre sa forme se trouve sur la planète de la princesse. |                                |                                   |                                         |                   |                   |
| 2a | Prisoners of Love              | Les prisonnières de l'amour       | Pendleton Ward Adam Muto                | 12 avril 2010     | 9 mai 2011        |
| Le roi des Glaces, désireux de prendre femme, capture toutes les princesses du royaume. Finn et Jake, décident de mettre un plan au point pour tromper la vigilance du roi et délivrer ces demoiselles en détresse. |                                |                                   |                                         |                   |                   |
| 2b | Tree Trunks                    | La trompe                         | Bert Youn Sean Jimenez                  | 12 avril 2010     | 10 mai 2011       |
| Finn, Jake et la Trompe décident de partir à l'aventure dans la grande forêt maléfique, à la recherche d'une pomme légendaire, la Pomme Cristalline. |                                |                                   |                                         |                   |                   |
| 3a | The Enchiridion !              | Le grimoire                       | Pendleton Ward Adam Muto Patrick McHale | 19 avril 2010     | 11 mai 2011       |
| La princesse Chewing-Gum envoie Finn à la recherche du grimoire des héros que seuls les aventuriers vertueux au cœur pur peuvent trouver s'ils parviennent à surmonter de nombreuses épreuves. |                                |                                   |                                         |                   |                   |
| 3b | The Jiggler                    | Le culbuto                        | Luther McLaurin Armen Mirzaian          | 19 avril 2010     | 11 mai 2011       |
| Finn et Jake découvrent un petit jouet en pleine forêt, un culbuto qui semble apprécier la musique et la danse. Les aventuriers font la fête avec lui, mais le culbuto montre vite des signes de faiblesse. |                                |                                   |                                         |                   |                   |
| 4a | Ricardio the Heart Guy         | Ricardio, homme de cœur           | Bert Youn Sean Jimenez                  | 26 avril 2010     | 12 mai 2011       |
| Au château, un curieux personnage en forme de cœur jette son dévolu sur la princesse Chewing-Gum. Jaloux et inquiet, Finn se méfie de ce Ricardio. Le roi des Glaces s'en mêle et l'affaire se complique, une fois de plus Finn et Jake doivent voler au secours de la princesse.                                                                                       |                                |                                   |                                         |                   |                   |
| 4b | Business Time                  | Au travail !                      | Luther McLaurin Armen Mirzaian          | 26 avril 2010     | 12 mai 2011       |
| Finn et Jake rencontrent un groupe d'hommes d'affaires en mal de travail qui les supplient de les employer. Ils partent à l'aventure pendant que nos héros passent leur journée devant des jeux vidéo. La collaboration se passe bien jusqu'au jour où ces hommes mystérieux font un peu trop de zèle et mettent des pauvres créatures en danger au lieu de les sauver. |                                |                                   |                                         |                   |                   |
| 5a | My Two Favorite People         | Les deux personnes que je préfère | Pendleton Ward Kent Osbourne            | 3 mai 2010        | 13 mai 2011       |
| Jake est tiraillé entre son amitié pour Finn et son amour pour Rainicorn. Étant donné que celle-ci parle coréen, la communication entre Finn et Miss Rainicorn est peu aisée et il est très difficile pour Jake de passer du temps avec ses deux amis à la fois. |                                |                                   |                                         |                   |                   |
| 5b | Memories of Boom Boom Mountain | Le bébé qui avait fait boum boum  | Bert Youn Sean Jimenez                  | 3 mai 2010        | 13 mai 2011       |
| Bébé, Finn en faisant « boum boum », colle une feuille à son derrière. Mais perdu en pleine forêt, il avait beau pleurer, personne ne voulait l'aider. Depuis ce jour, il décide de venir en aide à tous ceux qui en auraient besoin, même s'ils n'avaient que de tout petits problèmes.                                                                                |                                |                                   |                                         |                   |                   |
| 6a | Wizard                         | Les magiciens                     | Bert Youn Pete Browngardt Adam Muto     | 10 mai 2010       | 16 mai 2011       |
| Finn et Jake sont séduits par un étrange magicien qui leur propose de leur transmettre ses pouvoirs. Les aventuriers passent les épreuves avec succès et se réjouissent de leurs nouveaux savoirs jusqu'au jour où ils apprennent les véritables motivations du magicien.                                                                                               |                                |                                   |                                         |                   |                   |
| 6b | Evicted !                      | Délogés                           | Bert Youn Sean Jimenez                  | 17 mai 2010       | 16 mai 2011       |
| Jake raconte une histoire de vampire à Finn, puis ils entendent un bruit et aperçoivent Marceline. Elle leur dit que cette maison lui appartient et qu'ils doivent partir. Nos deux héros doivent donc se trouver une nouvelle maison, mais ce n'est pas si facile. |                                |                                   |                                         |                   |                   |
| 7a | City of Thieves                | La cité des voleurs               | Bert Youn Sean Jimenez                  | 24 mai 2010       | 17 mai 2011       |
| Finn et Jake viennent en aide à Penny, une petite fille qui s'est fait voler son panier de fleurs par un habitant de la cité des voleurs. Elle est en réalité, elle aussi, une voleuse. |                                |                                   |                                         |                   |                   |
| 7b | The Witch's Garden             | Le jardin de la sorcière          | Kent Osbourne Niki Yang Adam Muto       | 7 juin 2010       | 17 mai 2011       |
| Pour le punir d'avoir menti, Jake est ensorcelé par une sorcière. Il perd alors tous ses pouvoirs magiques. |                                |                                   |                                         |                   |                   |
| 8a | What Is Life?                  | Donner la vie                     | Luther McLaurin Armen Mirzaian          | 14 juin 2010      | 18 mai 2011       |
| Finn et Jake adorent se faire des blagues. Mais quand Jake jette un sac de beurre fondu à la tête de Finn, celui-ci décide de se venger. Il crée donc Roblantacr afin de punir Jake. |                                |                                   |                                         |                   |                   |
| 8b | Ocean of Fear                  | Un océan terrifiant               | Terry Tompkins Robert Scull             | 21 juin 2010      | 18 mai 2011       |
| Finn réalise avoir une peur panique de l'océan. Il demande alors à son ami Jake de l'aider à vaincre cette phobie, mais ce n'est pas gagné d'avance. |                                |                                   |                                         |                   |                   |
| 9a | When Wedding Bells Thaw        | Les noces de glace                | Kent Osbourne Todd Kauffman             | 28 juin 2010      | 19 mai 2011       |
| Le roi des Glaces annonce une bonne nouvelle à Finn et Jake : il a enfin trouvé une femme qui a accepté de l'épouser! Il n'aura plus à kidnapper de princesse ni à user de subterfuges. Les deux héros sont contents pour lui et acceptent d'assister à la cérémonie. La fiancée lance un étrange signal de détresse à Finn.                                            |                                |                                   |                                         |                   |                   |
| 9b | Freak City                     | La cité des monstres              | Pendleton Ward Frédéric Mintoff         | 26 juillet 2010   | 19 mai 2011       |
| Finn rencontre un mendiant sur le bord de la route et lui offre un morceau de sucre. Le mendiant révèle alors qu'il est en fait un magicien, mais aux sombres pouvoirs. Il transforme Finn en un pied géant et le laisse à l'abandon. Sous un pont, Finn et Jake rencontrent d'autres monstres, eux aussi victimes d'un vilain tour du magicien.                        |                                |                                   |                                         |                   |                   |
| 10a | Henchman                       | Le larbin                         | Luther McLaurin Cole Sanchez            | 23 août 2010      | 20 mai 2011       |
| Finn tombe entre les mains de Marceline qui lui jette un sort et fait de lui son nouveau larbin. Il l'embarque avec elle et son armée de squelettes et le contraint à faire le mal partout où il passe. Prêt à tout pour sauver son ami et le libérer de ce sort maléfique, Jake va devoir dompter ses peurs et affronter Marceline.                                    |                                |                                   |                                         |                   |                   |
| 10b | Dungeon                        | Le donjon                         | Elizabeth Ito Adam Muto                 | 12 juillet 2010   | 20 mai 2011       |
| Malgré les avertissements de Jake, Finn part tout seul explorer un donjon souterrain rempli de créatures effrayantes. Le petit héros était loin de s'imaginer qu'autant d'aventures l'y attendaient et se demande comment il pourra un jour remonter à la surface. |                                |                                   |                                         |                   |                   |
| 11a | The Duke                       | Le duc de la noix                 | Elizabeth Ito Adam Muto                 | 19 juillet 2010   | 23 mai 2011       |
| Finn transforme sans faire exprès la princesse Chewing-Gum en monstre chauve et vert, mais cette dernière est persuadée que le coupable est le duc de la Noix, qu'elle déteste par-dessus tout. |                                |                                   |                                         |                   |                   |
| 11b | Donny                          | Donny                             | Kent Osbourne Niki Yang Adam Muto       | 9 août 2010       | 23 mai 2011       |
| Finn et Jake ont décidé d'aider Donny, un ogre d'herbe qui terrorise le village des Habit-Hommes, à être moins méchant. Ils ne se doutent pas que l'absence de l'ogre met en péril le village tout entier, à la merci d'une bande de loups-garous assoiffés de sang. |                                |                                   |                                         |                   |                   |
| 12a | Rainy Day Daydream             | Jake a une imagination débordante | Pendleton Ward                          | 6 septembre 2010  | 24 mai 2011       |
| Finn et Jake sont contraints de rester à la maison à cause d'une pluie de dagues. Jake décide alors de se servir de son imagination pour les divertir mais il réalise bien vite que tout ce qu'il imagine devient vrai. Finn a alors pour mission d'arrêter la machine à imaginer de Jake.                                                                              |                                |                                   |                                         |                   |                   |
| 12b | What Have You Done?            | Qu'est-ce que tu as fait ?        | Elizabeth Ito Adam Muto                 | 13 septembre 2010 | 25 mai 2011       |
| La princesse Chewing-Gum demande à Finn et Jake de capturer le roi des Glaces sans leur expliquer ce qu'il a fait de mal. Celui-ci parvient à convaincre Finn et Jake qu'il n'a rien fait et les deux amis décident de le relâcher pour prendre sa place en prison. Le roi des Glaces est dès lors convaincu qu'une réelle amitié est née entre Finn et lui.            |                                |                                   |                                         |                   |                   |
| 13a | His Hero                       | Son héros                         | Kent Osbourne Niki Yang Adam Muto       | 20 septembre 2010 | 26 mai 2011       |
| Finn et Jake trouvent l'épée de Billy, leur héros, qui a battu des centaines de monstres et accompli les exploits les plus incroyables. Celle-ci les conduit à son propriétaire qui vit maintenant reclus dans une grotte. |                                |                                   |                                         |                   |                   |
| 13b | Gut Grinder                    | Le tord-boyaux                    | Bert Youn Ako Castuera                  | 27 septembre 2010 | 27 mai 2011       |
| Un énorme monstre terrorise les villages alentour : il s'appelle le Tord-boyaux, mange tout l'or des gens et ressemble étrangement à Jake. Celui-ci réussit même à se persuader qu'il est le Tord-boyaux, mais son ami n'y croit pas une seconde et décide de mener l'enquête.                                                                                          |                                |                                   |                                         |                   |                   |

### Deuxième saison (2010-11)
| # | Titre                         | Titre                     | Dialogues et storyboard                                       | Date de diffusion | Date de diffusion |
| # | Original                      | Francophone               | Dialogues et storyboard                                       | États-Unis        | France            |
| --- | ----------------------------- | ------------------------- | ------------------------------------------------------------- | ----------------- | ----------------- |
| 1a | It Came from the Nightosphere | La nuitosphère            | Adam Muto Rebecca Sugar                                       | 11 octobre 2010   | 11 septembre 2011 |
| Marceline est inconsolable car son père n'a jamais fait attention à elle. |                               |                           |                                                               |                   |                   |
| 1b | The Eyes                      | Les yeux                  | Kent Osborne Somvilay Xayaphone Robert Scull Frédéric Mintoff | 18 octobre 2010   | 11 septembre 2011 |
| Finn et Jake ne dorment pas de la nuit, car un cheval gigantesque les observe de loin. |                               |                           |                                                               |                   |                   |
| 2a | Loyalty to the King           | Loyauté à mon roi         | Kent Osborne Somvilay Xayaphone                               | 25 octobre 2010   | 12 septembre 2011 |
| Abattu par ses « échecs amoureux », le roi des Glaces décide de changer de vie et se rase la barbe. Le changement est tel que tout le monde le prend pour un nouveau roi ; à commencer par les princesses du royaume, qui veulent absolument l'épouser.                                                                                          |                               |                           |                                                               |                   |                   |
| 2b | Blood Under the Skin          | Du sang sous la peau      | Susan Miller Lazar Benton Conner                              | 1er novembre 2010 | 12 septembre 2011 |
| Finn s'enfonce une écharde dans le doigt. La douleur lui fait prendre conscience qu'il est vulnérable. Il part en quête d'une armure qui le protégera complètement. |                               |                           |                                                               |                   |                   |
| 3a | Storytelling                  | Raconte moi une histoire  | Ako Castuera Terry Tompkins                                   | 8 novembre 201à   | 13 septembre 2011 |
| Jake, malade, fait comprendre à Finn que le seul moyen de le guérir est de lui raconter une histoire vraie, avec de l'amour, de l'aventure, et du suspens. |                               |                           |                                                               |                   |                   |
| 3b | Slow Love                     | L'amour au ralenti        | Steven Denure Benton Conner                                   | 15 novembre 2010  | 13 septembre 2011 |
| Un escargot fait irruption chez Finn et Jake, saccageant tout sur son passage. Ils veulent s'en débarrasser, mais il leur explique qu'il est très malheureux car il n'a personne à aimer. Ils décident de l'aider à trouver une petite amie, s'il répare les dégâts.                                                                             |                               |                           |                                                               |                   |                   |
| 4a | Power Animal                  | De l'énergie à revendre   | Adam Muto Rebecca Sugar                                       | 22 novembre 2010  | 14 septembre 2011 |
| Rond de cannelle fait remarquer à Finn à quel point il déborde d'énergie, ce qui intrigue un mystérieux invité. La nuit suivante, Finn est enlevé et emmené dans le repaire des gnomes, qui veulent utiliser son énergie. Quand Jake s'aperçoit de la disparition de son ami, il veut se lancer à sa recherche.                                  |                               |                           |                                                               |                   |                   |
| 4b | Crystals Have Power           | Le pouvoir des cristaux   | Cole Sanchez Jesse Moynihan                                   | 29 novembre 2010  | 14 septembre 2011 |
| Finn trouve un mystérieux cristal mais Jake, peu intéressé, lui propose de jouer à « Qui est le plus fort ». Finn accepte, et Jake ne mesurant pas sa force manque de l'étouffer. Il jure de ne plus jamais faire de mal à personne mais les choses se compliquent pour lui lorsque Finn est enlevé et transporté dans la Dimension Cristalline. |                               |                           |                                                               |                   |                   |
| 5a | The Other Tarts               | Les autres tartes         | Ako Castuera Tom Herpich                                      | 3 janvier 2011    | 15 septembre 2011 |
| La princesse Chewing-Gum confie ses précieuses tartes à Finn et Jake. Ils vont affronter mille dangers avant de pouvoir les livrer. |                               |                           |                                                               |                   |                   |
| 5b | To Cut a Woman's Hair         | Des cheveux et des femmes | Kent Osborne Somvilay Xayaphone                               | 10 janvier 2011   | 15 septembre 2011 |
| Jake et Finn rencontrent une sorcière qui leur demande de lui ramener une mèche de cheveux de princesse pour combler son début de calvitie. Comme ils ne peuvent aider qu'en cas de danger, elle prend Jake en otage, et Finn doit trouver une princesse qui voudra bien lui donner une mèche de cheveux.                                        |                               |                           |                                                               |                   |                   |
| 6a | The Chamber of Frozen Blades  | Les lames de glace        | Adam Muto Rebecca Sugar                                       | 17 janvier 2011   | 16 septembre 2011 |
| Le roi des Glaces quitte son domaine pour emmener Gunther à l'hôpital. Pendant ce temps, Finn et Jake s'introduisent dans son château. |                               |                           |                                                               |                   |                   |
| 6b | Her Parents                   | Les beaux-parents         | Ako Castuera Tom Herpich                                      | 24 janvier 2011   | 16 septembre 2011 |
| Jake doit rencontrer les parents de Miss Rainicorn. |                               |                           |                                                               |                   |                   |
| 7a | The Pods                      | Les trois haricots        | Kent Osborne Somvilay Xayaphone                               | 31 janvier 2011   | 17 septembre 2011 |
| Finn et Jake remplacent un chevalier chargé de veiller sur trois haricots magiques, dont l'un est maléfique. Ils les laissent pousser, contrairement aux instructions. |                               |                           |                                                               |                   |                   |
| 7b | The Silent King               | Le roi muet               | Jesse Moynihan Cole Sanchez                                   | 7 février 2011    | 17 septembre 2011 |
| Finn débarrasse des gobelins de leur tyran, Zergiok. En guise de remerciement, les Gobelins décident de lui offrir le trône. Finn accepte à contrecœur, d'autant que le protocole est complexe et très contraignant. |                               |                           |                                                               |                   |                   |
| 8a | The Real You                  | Le trou noir              | Adam Muto Rebecca Sugar                                       | 14 février 2011   | 18 septembre 2011 |
| À l'invitation de la princesse Chewing-Gum, Finn accepte inconsidérément de faire une conférence devant un parterre de scientifiques et risque de friser la catastrophe. |                               |                           |                                                               |                   |                   |
| 8b | Guardians of Sunshine         | Les gardiens du Soleil    | Ako Castuera Tom Herpich                                      | 21 février 2011   | 18 septembre 2011 |
| Finn et Jake réussissent à entrer à l'intérieur d'un des jeux vidéo de Beemo. Ils devront gagner pour en sortir vivants. |                               |                           |                                                               |                   |                   |
| 9a | Death in Bloom                | Ni fleur ni couronne      | Cole Sanchez Jesse Moynihan                                   | 28 février 2011   | 19 septembre 2011 |
| La princesse Chewing-Gum confie sa fleur préférée à Finn et Jake. Les deux compères négligents la laissent mourir. Ils partent alors la rechercher au royaume des morts. |                               |                           |                                                               |                   |                   |
| 9b | Susan Strong                  | Suzanne Strong            | Adam Muto Rebecca Sugar                                       | 7 mars 2011       | 19 septembre 2011 |
| Finn et Jake découvrent la tribu des Zoumains, qui vivent sous terre : des créatures étranges et paisibles, qui ont peur même de leur ombre. Finn décide d'emmener l'une d'entre elles, Suzanne Strong. |                               |                           |                                                               |                   |                   |
| 10a | Mystery Train                 | Le train mystère          | Kent Osborne Somvilay Xayaphone                               | 14 mars 2011      | 20 septembre 2011 |
| Pour l'anniversaire de Finn, Jake organise un voyage à bord d'un train très mystérieux. Les passagers se font tuer les uns après les autres et le conducteur a une apparence effrayante. Finn se prend au jeu et va mener l'enquête. |                               |                           |                                                               |                   |                   |
| 10b | Go with Me                    | Viens avec moi            | Ako Castuera Tom Herpich                                      | 28 mars 2011      | 20 septembre 2011 |
| Une soirée est organisée au cinéma. Il faut venir avec sa petite amie, mais Finn ne sait pas comment convaincre la princesse Chewing-Gum de l'accompagner. Il demande à Jake et à Marceline quelques conseils pour plaire aux filles. |                               |                           |                                                               |                   |                   |
| 11a | Belly of the Beast            | Dans le ventre du monstre | Kent Osborne Somvilay Xayaphone                               | 4 avril 2011      | 21 septembre 2011 |
| Finn et Jake découvrent qu'il y a des oursons qui fêtent dans le ventre du monstre. |                               |                           |                                                               |                   |                   |
| 11b | The Limit                     | La limite                 | Cole Sanchez Jesse Moynihan                                   | 11 avril 2011     | 21 septembre 2011 |
| Pour sauver les chevaliers de la princesse Hot Dog, Finn et Jake doivent s'engouffrer dans un immense labyrinthe. Jake fait office de fil d'Ariane en s'étirant au maximum. Mais il ne connaît pas ses limites, et se laisse influencer par quelques acclamations.                                                                               |                               |                           |                                                               |                   |                   |
| 12a | Video Makers                  | Les réalisateurs          | Kent Osborne Somvilay Xayaphone David C. Smith                | 18 avril 2011     | 22 septembre 2011 |
| Pour animer leur ciné-club privé, Jake et Finn réalisent leur propre film. Mais les deux compères ne sont pas toujours forcément sur la même longueur d'onde. |                               |                           |                                                               |                   |                   |
| 12b | Heat Signature                | Vampires d'un jour        | Ako Castuera Tom Herpich                                      | 25 avril 2011     | 22 septembre 2011 |
| Finn et Jake demandent à Marceline de les transformer en vampire, elle ne peut pas alors elle les trahit, mais ses amis veulent tuer les deux héros. |                               |                           |                                                               |                   |                   |
| 13a | Mortal Folly                  | La bêtise qui tue         | Rebecca Sugar Adam Muto                                       | 2 mai 2011        | 23 septembre 2011 |
| La princesse Chewing-Gum envoie Finn et Jake vaincre le redoutable roi Lychee qui veut détruire toute forme de vie en s'emparant des âmes de ses adversaires. Heureusement, Finn est protégé par un pull magique tricoté par la princesse.. |                               |                           |                                                               |                   |                   |
| 13b | Mortal Recoil                 | Le piège mortel           | Cole Sanchez Jesse Moynihan                                   | 9 mai 2011        | 23 septembre 2011 |
| La princesse Chewing-Gum a un grave accident qui la défigure et la rend monstrueuse. Le roi des Glaces, qui aimerait l'épouser, se demande si elle sera toujours aussi belle. Mais Finn a confiance et il continuera de l'aimer quelle que soit son apparence.                                                                                   |                               |                           |                                                               |                   |                   |

### Troisième saison (2011-12)
| # | Titre                        | Titre                             | Dialogues et storyboard                  | Date de diffusion | Date de diffusion |
| # | Original                     | Francophone                       | Dialogues et storyboard                  | États-Unis        | France            |
| --- | ---------------------------- | --------------------------------- | ---------------------------------------- | ----------------- | ----------------- |
| 1a | Conquest of Cuteness         | La Vengeance du roi Chouchou      | Ako Castuera Tom Herpich                 | 11 juillet 2011   | 5 mai 2012        |
| Roi chouchou, un petit roi mignon, veut tuer Finn et Jake, mais les deux héros le trouve trop mignon . |                              |                                   |                                          |                   |                   |
| 1b | Morituri te Salutamus        | Les Gladiateurs de la Mort        | Adam Muto Rebecca Sugar                  | 18 juillet 2011   | 6 mai 2012        |
| Lors de l'une de leurs aventures, Finn et Jake se retrouvent coincés dans une arène, à la merci du terrible roi de la Guerre. Pour gagner leur liberté, ils doivent affronter une armée de gladiateurs fantômes. |                              |                                   |                                          |                   |                   |
| 2a | Memory of a Memory           | Souvenir d'un souvenir            | Ako Castuera Tom Herpich                 | 25 juillet 2011   | 9 mai 2012        |
| Un vieux demande à Finn et Jake de trouver l'antidote des souvenirs de Marceline, mais ils découvrent qu'il les trahis . |                              |                                   |                                          |                   |                   |
| 2b | Hitman                       | Le Rôtisseur                      | Jesse Moynihan Bert Youn                 | 1er août 2011     | 7 mai 2012        |
| Le roi des glaces veut frapper Finn et Jake mais il ne peut pas, alors il paye le Rôtisseur pour qu'il les frappe, mais il découvre que le Rôtisseur est en fait un tueur à gages. |                              |                                   |                                          |                   |                   |
| 3a | Too Young                    | Trop jeune                        | Tom Herpich Jesse Moynihan               | 8 août 2011       | 10 mai 2012       |
| La princesse Chewing-Gum est désormais âgée de 13 ans, ce qui plait à Finn. Entretemps, le Comte de la Citronnelle tente de dominer le royaume des Confiseries. |                              |                                   |                                          |                   |                   |
| 3b | The Monster                  | Le Monstre                        | Kent Osborne Somvilay Xayaphone          | 15 août 2011      | 8 mai 2012        |
| La princesse Lumpy Space fugue, et ses parents demandent à Finn et Jake de la retrouver. Sur le chemin, ceux-ci tombent sur des villageois morts de peur et de faim, à cause d'un monstre qui vient piller leurs récoltes. |                              |                                   |                                          |                   |                   |
| 4a | Still                        | Immobiles                         | Kent Osborne Somvilay Xayaphone          | 22 août 2011      | 11 mai 2012       |
| Le roi des Glaces a encore fait des siennes grâce à une potion de fixation, il immobilise Finn et Jake, espérant passer du temps avec eux, et les forcer ainsi à devenir ses amis. |                              |                                   |                                          |                   |                   |
| 4b | Wizard Battle                | Le Tournoi des Sorciers           | Ako Castuera Jesse Moynihan              | 29 août 2011      | 1er mars 2013     |
| C'est le grand tournoi des Sorciers lors duquel les plus grands maîtres de la sorcellerie vont s'affronter. Cette année, la récompense est un baiser donné par la princesse Chewing-Gum. Quand Finn s'aperçoit que le roi des Glaces est prêt à tout pour gagner, il décide de se faire passer pour un sorcier et pourquoi pas recevoir la récompense. |                              |                                   |                                          |                   |                   |
| 5a | Fionna and Cake              | Les aventures de Fionna et Cake   | Adam Muto Rebecca Sugar                  | 5 septembre 2011  | 2 février 2013    |
| Lorsque le prince Boule de Gomme invite Fionna à se promener avec lui, des questions se bousculent dans sa tête. Heureusement, les bons conseils de Cake et la jalousie de la Reine des Glaces apportent des réponses à ses questions. |                              |                                   |                                          |                   |                   |
| 5b | What Was Missing             | Le Seigneur des Portes            | Adam Muto Rebecca Sugar                  | 19 septembre 2011 | 13 mai 2012       |
| Le seigneur des Portes leur ayant volé des objets auxquels ils tenaient beaucoup, Finn, Jake, Beemo, Marceline et la princesse Chewing-Gum se lancent à sa poursuite. Ils finissent par arriver devant une porte mystérieuse, qui ne s'ouvrira que s'ils chantent une chanson pure.                                                                    |                              |                                   |                                          |                   |                   |
| 6a | Apple Thief                  | Le Voleur de Pommes               | Bert Youn Tom Herpich                    | 26 septembre 2011 | 18 mai 2012       |
| Lorsque La Trompe s'aperçoit qu'on lui a volé ses précieuses pommes, son monde s'effondre. Finn et Jake vont tout faire pour retrouver le coupable, afin que La Trompe puisse à nouveau confectionner ses délicieuses tartes aux pommes. |                              |                                   |                                          |                   |                   |
| 6b | The Creeps                   | Le trouillomètre à zéro           | Ako Castuera Jesse Moynihan              | 3 octobre 2011    | 20 mai 2012       |
| Un mystérieux hôte a invité Jake, Finn, la princesse Chewing-Gum et quelques amis à une petite fête. Mais les choses dégénèrent lorsqu'il s'avère que la maison est hantée et qu'un fantôme rôde en attendant de prendre possession du corps de l'un des convives.                                                                                     |                              |                                   |                                          |                   |                   |
| 7a | From Bad to Worse            | De mal en pis                     | Kent Osborne Somvilay Xayaphone          | 24 octobre 2011   | 15 mai 2012       |
| L'une des expériences de princesse Chewing-Gum a encore mal tourné : elle a transformé tout le peuple des bonbons en zombies mangeurs de sucre. |                              |                                   |                                          |                   |                   |
| 7b | Beautopia                    | Beautopia                         | Adam Muto Rebecca Sugar                  | 7 novembre 2011   | 16 mai 2012       |
| Suzanne Strong est de retour. Elle a besoin de l'aide de Finn et des pouvoirs magiques de la fameuse fleur rouge, en d'autres termes, le feu. Finn et Jake s'embarquent dans un voyage qui leur réserve bien des surprises. |                              |                                   |                                          |                   |                   |
| 8a | No One Can Hear You          | Personne ne vous entendra crier ! | Ako Castuera Jesse Moynihan              | 14 novembre 2011  | 17 mai 2012       |
| Un cerf belliqueux terrorise le royaume des Confiseries. Alors que Jake et Finn tentent de s'en débarrasser, Finn est gravement blessé et perd connaissance. À son réveil, le royaume est totalement désert. Il ne reste plus que Jake qui se comporte de façon très étrange.                                                                          |                              |                                   |                                          |                   |                   |
| 8b | Jake vs. Me-Mow              | Jake vs. Miaou-Moi                | Adam Muto Rebecca Sugar                  | 21 novembre 2011  | 21 mai 2012       |
| Miaou-moi est envoyé par la guilde des assassins pour tuer la princesse Fraise des Bois. Il se cache dans le nez de Jake et le menace de lui injecter un poison mortel s'il ne tue pas la princesse à sa place. |                              |                                   |                                          |                   |                   |
| 9a | Thank You                    | Merci                             | Tom Herpich Didier Ah-Koon               | 28 novembre 2011  | 14 mai 2012       |
| Golem le bonhomme de neige recueille chez lui un louveteau de feu très spécial. Si la cohabitation est au début difficile, une incroyable mais surtout improbable amitié va naître entre ces deux personnages. |                              |                                   |                                          |                   |                   |
| 9b | The New Frontier             | Une Nouvelle Frontière            | Tom Herpich Bert Youn                    | 5 décembre 2011   | 22 juin 2012      |
| Jake a fait son premier «cauchemort», un cauchemar prémonitoire dans lequel il a rêvé de sa propre mort. Même s'il est bien décidé à accepter son destin, Finn, lui, ne voit pas les choses de la même façon et va tout faire pour déjouer les plans du destin.                                                                                        |                              |                                   |                                          |                   |                   |
| 10a | Holly Jolly Secrets (Part 1) | Le Secret de Noël (partie 1)      | Kent Osborne Somvilay Xayaphone          | 9 décembre 2011   | 19 mai 2012       |
| En cherchant un trésor, Finn et Jake trouvent une valise remplie de cassettes vidéo. En les regardant, ils s'aperçoivent qu'elles appartiennent au roi des Glaces et qu'il s'agit d'une sorte de journal intime. Persuadés qu'elles renferment de terribles secrets, ils veulent toutes les regarder…                                                  |                              |                                   |                                          |                   |                   |
| 10b | Holly Jolly Secrets (Part 2) | Le Secret de Noël (partie 2)      | Kent Osborne Somvilay Xayaphone          | 9 décembre 2011   | 19 mai 2012       |
| En cherchant un trésor, Finn et Jake trouvent une valise remplie de cassettes vidéo. En les regardant, ils s'aperçoivent qu'elles appartiennent au roi des Glaces et qu'il s'agit d'une sorte de journal intime. Persuadés qu'elles renferment de terribles secrets, ils veulent toutes les regarder…                                                  |                              |                                   |                                          |                   |                   |
| 11a | Marceline's Closet           | Le placard de Marceline           | Ako Castuera Jesse Moynihan              | 16 décembre 2011  | 23 mai 2012       |
| Finn et Jake jouent à cache-cache dans la maison de Marceline, qui leur avait pourtant formellement interdit d'y rentrer. À son retour, les deux amis ont peur de sa réaction et décident de se cacher dans un placard. |                              |                                   |                                          |                   |                   |
| 11b | Paper Pete                   | Les Pageliers                     | Kent Osborne Somvilay Xayaphone          | 16 janvier 2012   | 25 mai 2012       |
| Pendant que Jake lit un livre sur les Rainicorns à la bibliothèque, Finn s'ennuie. En parcourant les rayons, il tombe sur les Pageliers, les gardiens des livres anciens. Mais lorsqu'il en parle à Jake, ce dernier est persuadé qu'il a inventé toute l'histoire.                                                                                    |                              |                                   |                                          |                   |                   |
| 12a | Another Way                  | L'alternative                     | Tom Herpich Bert Youn                    | 23 janvier 2012   | 26 juin 2012      |
| Finn et Jake sont cloués au lit, chacun un pied dans le plâtre. Comme les méthodes des infirmières engagées par Jake ne plaisent guère à Finn, il tente par tous les moyens de trouver une alternative susceptible de le guérir. |                              |                                   |                                          |                   |                   |
| 12b | Ghost Princess               | La Princesse Fantôme              | Ako Castuera Jesse Moynihan              | 30 janvier 2012   | 27 juin 2012      |
| Alors qu'ils pique-nique dans la forêt, Finn et Jake sont dérangés par la princesse Fantôme, qui ne peut pas trouver le repos tant qu'elle n'a pas déterminé les circonstances de sa mort. |                              |                                   |                                          |                   |                   |
| 13a | Dad's Dungeon                | Le donjon de papa                 | Pendleton Ward Adam Muto Natasha Allegri | 6 février 2012    | 28 juin 2012      |
| En jouant dans la maison, Finn et Jake tombent par hasard sur un lecteur de holo-messages avec une cassette. C'est un message pré-enregistré de leur père, qui leur annonce qu'il a construit un donjon plein de pièges rien que pour eux. Ravis, les deux amis s'empressent d'y aller.                                                                |                              |                                   |                                          |                   |                   |
| 13b | Incendium                    | Incendium                         | Adam Muto Rebecca Sugar                  | 13 février 2012   | 24 mai 2012       |
| Finn a le cœur brisé : il est amoureux de la princesse Chewing-Gum mais elle ne partage pas ses sentiments. Jake décide de lui remonter le moral en lui trouvant une nouvelle amoureuse. Il se rend au royaume des Flammes où il a entendu parler d'une jeune et belle princesse à la recherche d'un prince.                                           |                              |                                   |                                          |                   |                   |

### Quatrième saison (Été 2012)
| # | Titre                      | Titre                                 | Dialogues et storyboard                     | Date de diffusion | Date de diffusion |
| # | Original                   | Francophone                           | Dialogues et storyboard                     | États-Unis        | France            |
| --- | -------------------------- | ------------------------------------- | ------------------------------------------- | ----------------- | ----------------- |
| 1a | Hot to the Touch           | Chaud au toucher                      | Cole Sanchez Rebecca Sugar                  | 5 mars 2012       | 3 février 2013    |
| Finn éprouve des sentiments pour la princesse des Flammes et essaie de lui en faire part. Mais ce n'est pas chose facile, faute au pouvoir destructeur de cette dernière. |                            |                                       |                                             |                   |                   |
| 1b | Five Short Graybles        | Cinq histoires et une énigme          | Tom Herpich Skyler Page Cole Sanchez        | 6 mars 2012       | 2 février 2013    |
| Cinq histoires liées par un même thème. Pourrez-vous le deviner avant la fin de l'épisode ? |                            |                                       |                                             |                   |                   |
| 2a | Web Weirdos                | Une araignée au plafond               | Ako Castuera Jesse Moynihan                 | 7 mars 2012       | 3 février 2013    |
| Quand Finn se retrouve coincé dans une toile d'araignée géante, il devient le conseiller conjugal des propriétaires de la toile, un couple d'araignées qui ne s'entend plus. |                            |                                       |                                             |                   |                   |
| 2b | Dream of Love              | Rêve d'amour                          | Bert Youn Somvilay Xayaphone                | 8 mars 2012       | 2 février 2013    |
| Depuis Le Voleur de Pommes, M. Cochon vit chez La Trompe. S'avouant enfin leurs sentiments, le couple s'aime au grand jour. Mais leurs embrassades publiques et incessantes dégoûtent les autres…                                                                                               |                            |                                       |                                             |                   |                   |
| 3a | Return to the Nightosphere | Prisonniers de la nuitosphère         | Ako Castuera Jesse Moynihan                 | 9 mars 2012       | 4 février 2013    |
| Le père de Marceline exile Finn et Jake dans la nuitosphère. Et ça ne sent vraiment pas bon pour eux. |                            |                                       |                                             |                   |                   |
| 3b | Daddy’s Little Monster     | Le petit monstre à son papa           | Cole Sanchez Rebecca Sugar                  | 9 avril 2012      | 4 février 2013    |
| Finn et Jake tentent de secourir Marceline et de découvrir pourquoi elle agit si bizarrement. |                            |                                       |                                             |                   |                   |
| 4a | In Your Footsteps          | Dans tes pas…                         | Tom Herpich Skyler Page                     | 16 avril 2012     | 4 février 2013    |
| Un ours se met à imiter tout ce que fait Finn. Très amusé, le garçon l'accueille chez lui, mais Jake a un mauvais pressentiment. |                            |                                       |                                             |                   |                   |
| 4b | Hug Wolf                   | Le loup câlinou                       | Somvilay Xayaphone Bert Youn                | 30 avril 2012     | 4 février 2013    |
| Finn se transforme en Loup Calinou, et commence à câliner les habitants du royaume de la Confiserie. |                            |                                       |                                             |                   |                   |
| 5a | Princess Monster Wife      | La femme du roi des Glaces            | Somvilay Xayaphone Bert Youn                | 7 mai 2012        | 4 février 2013    |
| Le roi des Glaces fabrique sa nouvelle femme à l'aide de morceaux en provenance de toutes les princesses sur Ooo. |                            |                                       |                                             |                   |                   |
| 5b | Goliad                     | Goliad                                | Tom Herpich Skyler Page                     | 29 juin 2012      | 4 février 2013    |
| La princesse Chewing-Gum fabrique un clone, futur-prince du royaume de la Confiserie nommé Goliad. Finn et Jake l'initient à la tête du royaume, mais la tâche semble plus difficile que prévu.                                                                                                 |                            |                                       |                                             |                   |                   |
| 6a | Beyond this Earthly Realm  | Le royaume des esprits                | Jesse Moynihan Ako Castuera                 | 2 juillet 2012    | 6 février 2013    |
| Finn touche un mouton en porcelaine qui le téléporte dans le monde des esprits. Seul le roi des Glaces peut le voir, et donc l'aider. |                            |                                       |                                             |                   |                   |
| 6b | Gotcha!                    | Banco                                 | Rebecca Sugar Cole Sanchez                  | 3 juillet 2012    | 5 février 2013    |
| La princesse Lumpy Space, qui veut recueillir des informations pour son livre, se fait embaucher par Finn et Jake |                            |                                       |                                             |                   |                   |
| 7a | Princess Cookie            | Princesse Cookie                      | Tom Herpich Skyler Page                     | 4 juillet 2012    | 7 février 2013    |
| Un cookie prend en otage les clients d'un magasin du royaume de la Confiserie. Finn et Jake sont chargés de le mettre hors d'état de nuire. Mais Jake se prend d'amitié pour ce criminel, qui rêve de devenir une princesse depuis qu'il a rencontré la princesse Chewing-gum dans son enfance. |                            |                                       |                                             |                   |                   |
| 7b | Card Wars                  | La guerre des cartes                  | Somvilay Xayaphone Bert Youn                | 5 juillet 2012    | 6 février 2013    |
| Jake propose à Finn de jouer avec lui à "Card Quest", un jeu de plateau. Beemo lui déconseille d'accepter, ce qui intrigue Finn… |                            |                                       |                                             |                   |                   |
| 8a | Sons of Mars               | Les fils de Mars                      | Jesse Moynihan Ako Castuera                 | 6 juillet 2012    | 5 février 2013    |
| Afin d'éviter d'être ramené sur Mars et jugé pour ses crimes, Magic Man échange son apparence avec celle de Jake. Ce dernier est donc pris pour Magic Man et emmené à sa place. |                            |                                       |                                             |                   |                   |
| 8b | Burning Low                | Le feu de l'amour                     | Cole Sanchez Rebecca Sugar                  | 9 juillet 2012    | 5 février 2013    |
| La princesse Chewing-Gum semble jalouse du fait que Finn soit en couple avec la princesse des Flammes. |                            |                                       |                                             |                   |                   |
| 9 | BMO Noire / King Worm      | BMO Détective / Le roi des Vers       | Bert Youn Somvilay Xayaphone Steve Wolfhard | 10 juillet 2012   | 9 février 2013    |
| Finn et Jake se retrouvent sous l'emprise de l'esprit du roi des Vers. |                            |                                       |                                             |                   |                   |
| 10a | Lady and Peebles           | Un cœur qui prend tout trop à cœur    | Cole Sanchez Rebecca Sugar                  | 11 juillet 2012   | 9 février 2013    |
| La princesse Chewing-Gum et Miss Rainicorne partent à l'aventure afin de sauver Finn et Jake dans le royaume du Cœur. |                            |                                       |                                             |                   |                   |
| 10b | You Made Me!               | Une expérience acide                  | Tom Herpich Jesse Moynihan                  | 12 juillet 2012   | 10 février 2013   |
| La princesse Chewing-Gum s'énerve contre Citronelle, car il s'introduit la nuit dans la chambre des habitants du royaume de la Confiserie pour les épier.. |                            |                                       |                                             |                   |                   |
| 11a | Who Would Win?             | Un duo en duel                        | Jesse Moynihan Ako Castuera                 | 13 juillet 2012   | 10 février 2013   |
| Finn et Jake défient un monstre ayant l'apparence d'une ferme, mais ils finissent par se battre l'un contre l'autre. |                            |                                       |                                             |                   |                   |
| 11b | Ignition Point             | Le point de friction                  | Somvilay Xayaphone Bert Youn                | 6 août 2012       | 4 février 2013    |
| Finn et Jake s'introduisent en douce dans le royaume des Flammes pour récupérer les bougies parfumées de la princesse. Ils découvrent alors un complot visant à tuer le roi des Flammes. |                            |                                       |                                             |                   |                   |
| 12a | The Hard Easy              | Une grenouille qui coasse les pieds ! | Tom Herpich Skyler Page                     | 27 août 2012      | 11 février 2013   |
| Le Peuple des Grenouilles cherche de l'aide contre un lézard maléfique qui attaque son marais. |                            |                                       |                                             |                   |                   |
| 12b | Reign of Gunters           | L'empire de Gunter                    | Jesse Moynihan Ako Castuera                 | 3 septembre 2012  | 11 février 2013   |
| Après avoir volé le talisman du roi des Glaces, Gunther sème le chaos sur Ooo. |                            |                                       |                                             |                   |                   |
| 13a | I Remember You             | La brume des souvenirs                | Cole Sanchez Rebecca Sugar                  | 17 septembre 2012 | 5 juin 2013       |
| Le roi des Glaces demande conseil à Marceline pour écrire une chanson censée impressionner les princesses. On découvre qu'il est Simon Petrikov, un homme qu'elle a connu quand elle était enfant.                                                                                              |                            |                                       |                                             |                   |                   |
| 13b | The Lich                   | Le roi Liche                          | Tom Herpich Skyler Page                     | 22 octobre 2012   | 5 juin 2013       |
| Le roi Liche tue Billy et prend son apparence pour que Finn lui donne le Livre des Héros. |                            |                                       |                                             |                   |                   |

### Cinquième saison (2012-14)
| # | Titre                          | Titre                                 | Dialogues et storyboard                        | Date de diffusion | Date de diffusion          |
| # | Original                       | Francophone                           | Dialogues et storyboard                        | États-Unis        | France                     |
| --- | ------------------------------ | ------------------------------------- | ---------------------------------------------- | ----------------- | -------------------------- |
| 1a | Finn the Human                 | Finn le petit humain                  | Joe Parham Skyler Page                         | 12 novembre 2012  | 19 octobre 2013            |
| Finn et Jake poursuivent le roi Liche à travers un portail dimensionnel qui les mène à Prismo, un "Exauceur de Vœux". Après que le roi Liche a souhaité que l'humanité n'ait jamais existé, Finn utilise son vœu pour demander que le roi Liche n'ait jamais existé.                                        |                                |                                       |                                                |                   |                            |
| 1b | Jake the Dog                   | Jake le chien                         | Frédéric Mintoff Rebecca Sugar                 | 12 novembre 2012  | 19 octobre 2013            |
| Finn et Jake poursuivent le roi Liche à travers un portail dimensionnel qui les mènent à Prismo, un "Exauceur de Vœux". Après que le roi Liche a souhaité que l'humanité n'ait jamais existé, Finn utilise son vœu pour demander que le roi Liche n'ait jamais existé.                                      |                                |                                       |                                                |                   |                            |
| 2a | Five More Short Graybles       | Cinq autres histoires                 | Robert Scull Steve Wolfhard                    | 19 novembre 2012  | 19 octobre 2013            |
| Une série de cinq histoires courtes liées par un même thème, qu'il faut deviner. |                                |                                       |                                                |                   |                            |
| 2b | Up a Tree                      | En haut de l'arbre                    | Skyler Page Somvilay Xayaphone                 | 26 novembre 2012  | 19 octobre 2013            |
| Finn et Jake coincent leur Frisbee en haut d'un arbre. Finn va alors essayer de le récupérer tout seul… |                                |                                       |                                                |                   |                            |
| 3a | All the Little People          | Mini-moi et mini-toi                  | Aku Castuera Jesse Moynihan                    | 3 décembre 2012   | 19 octobre 2013            |
| Finn reçoit un mystérieux sac rempli de petits clones de lui et de tous ses amis. |                                |                                       |                                                |                   |                            |
| 3b | Jake the Dad                   | Papa Jake                             | Todd Kauffman Steve Wolfhard                   | 17 décembre 2012  | 20 octobre 2013            |
| Jake est papa ! Mais être un père et veiller sur ses bébés est bien plus compliqué qu'il n'imaginait. |                                |                                       |                                                |                   |                            |
| 4a | Davey                          | Davey                                 | Skyler Page Jesse Moynihan                     | 7 janvier 2013    | 20 octobre 2013            |
| Finn change d'apparence et devient Davey, son alter-ego. Mais le vrai Finn manque cruellement à Jake. |                                |                                       |                                                |                   |                            |
| 4b | Mystery Dungeon                | Un mystérieux donjon                  | Jesse Moynihan Ako Castuera                    | 14 janvier 2013   | 21 octobre 2013            |
| Shelby, La Trompe, Citronelle, le roi des Glaces et son robot se retrouvent coincés dans un mystérieux donjon et vont devoir travailler en équipe pour s'en sortir vivants. |                                |                                       |                                                |                   |                            |
| 5a | All Your Fault                 | C'est de votre faute !                | Frédéric Mintoff Steve Wolfhard                | 21 janvier 2013   | 21 octobre 2013            |
| Après avoir reçu un message de détresse du royaume des Citrons, princesse Chewing-Gum envoie Finn et Jake voir ce qu'il se passe. |                                |                                       |                                                |                   |                            |
| 5b | Little Dude                    | Petit bonhomme                        | Robert Scull Michael DeForge                   | 28 janvier 2013   | 22 octobre 2013            |
| Le chapeau de Finn devient maléfique après avoir été touché par un magicien. |                                |                                       |                                                |                   |                            |
| 6a | Bad Little Boy                 | Le mauvais garçon                     | Terry Tompkins Rebecca Sugar                   | 4 février 2013    | 22 octobre 2013            |
| Le roi des Glaces a kidnappé plusieurs princesses à qui il entreprend de raconter les aventures de Fionna et Cake. Attirée par les soupirs d'ennui en provenance du château, Marceline s'invite pour montrer au roi comment écrire correctement une histoire.                                               |                                |                                       |                                                |                   |                            |
| 6b | Vault of Bones                 | Le donjon aux squelettes              | Kent Osborne Somvilay Xayaphone                | 11 février 2013   | 22 octobre 2013            |
| La princesse des Flammes est un peu triste. Finn l'emmène explorer un donjon pour lui remonter le moral. |                                |                                       |                                                |                   |                            |
| 7a | The Great Bird Man             | L'homme oiseau                        | Jesse Moynihan Ako Castuera                    | 18 février 2013   | 23 octobre 2013            |
| Finn et Jake rencontrent Xergiok, le roi gobelin déchu, devenu aveugle. Il affirme qu'il a changé et qu'il est devenu quelqu'un de bon… |                                |                                       |                                                |                   |                            |
| 7b | Simon and Marcy                | Simon et Marcy                        | Carin Greenberg Rebecca Sugar                  | 25 février 2013   | 23 octobre 2013            |
| Invités chez Marceline, Finn et Jake se demandent pourquoi celle-ci a invité le roi des Glaces à se joindre à eux. Marceline décide de leur raconter ce qu'ils étaient l'un pour l'autre 996 ans plus tôt.                                                                                                  |                                |                                       |                                                |                   |                            |
| 8a | A Glitch Is a Glitch           | Un virus carabiné                     | Robert Scull Frédéric Mintoff                  | 4 mars 2013       | 7 avril 2014               |
| Le roi des Glaces crée un virus informatique censé supprimer tous les habitants de Ooo, excepté lui et la princesse Chewing-Gum. Finn et Jake tentent de hacker le code source du virus pour le détruire.                                                                                                   |                                |                                       |                                                |                   |                            |
| 8b | Puhoy                          | Un rêve capitonné                     | Terry Tompkins Steve Wolfhard                  | 11 mars 2013      | 7 avril 2014               |
| Finn fait un rêve dans lequel il vit dans un monde de coussins. |                                |                                       |                                                |                   |                            |
| 9a | BMO Lost                       | BMO perdu                             | Joe Parham Steve Wolfhard                      | 18 mars 2013      | 15 décembre 2019 (Netflix) |
| BMO est emporté par un aigle et se retrouve perdu dans la forêt. Il y rencontre une petite bulle et un bébé avec qui il essaye de rentrer à la maison. |                                |                                       |                                                |                   |                            |
| 9b | Princess Potluck               | La petite fête                        | Cole Sanchez Kent Osborne George Gendi         | 25 mars 2013      | 14 avril 2014              |
| Le roi des Glaces se met en colère quand il découvre qu'il n'a pas été invité à la petite fête organisée par la princesse. |                                |                                       |                                                |                   |                            |
| 10a | James Baxter the Horse         | James Baxter le cheval                | Pendleton Ward Somvilay Xayaphone              | 29 avril 2013     | 15 décembre 2019 (Netflix) |
| Finn et Jake tombent sur un cheval nommé James Baxter qui a la capacité de rendre les pleurs par des rires. Alors Finn et Jake vont tout faire pour faire comme ce cheval. |                                |                                       |                                                |                   |                            |
| 10b | Shh!                           | Chut!                                 | Graham Falk Kathy Chow                         | 6 mai 2013        | 21 avril 2014              |
| Finn et Jake se lancent le défi de ne parler qu'avec des pancartes faites en 30 secondes mais BMO croit qu'ils ne sont pas les vrais Finn et Jake! |                                |                                       |                                                |                   |                            |
| 11a | The Suitor                     | Le prétendant                         | Jesse Moynihan Thomas Wellmann                 | 27 mai 2013       | NC                         |
| Menthol Arnold pense que la princesse Chewing-Gum travaille trop. Il tente alors de lui trouver un prétendant. |                                |                                       |                                                |                   |                            |
| 11b | Party's Over, Isla de Señorita | La fête est finie, Isla de Señorita   | Steve Ditko Kent Osborne                       | 3 juin 2013       | 28 avril 2014              |
| Après qu'un autre de ses plans ai échoué, le roi des Glaces décide de laisser tomber. |                                |                                       |                                                |                   |                            |
| 12a | One Last Job                   | La der des ders                       | Jesse Moynihan Ako Castuera                    | 24 juin 2013      | NC                         |
| Un des enfants de Jake s'attire des ennuis. Jake se voit donc obligé de réunir son ancien gang pour le tirer de là. |                                |                                       |                                                |                   |                            |
| 12b | Another Five Short Graybles    | Encore cinq autres petites histoires  | Terry Tompkins Steve Wolfhard                  | 1er juillet 2013  | 28 avril 2014              |
| Cinq autres petites histoires liées par un même thème et contées par Cuber, un homme mystérieux qui vient du futur. |                                |                                       |                                                |                   |                            |
| 13a | Candy Streets                  | L'inspecteur Finn mène l'enquête      | Luke Pearson Randolph Heard                    | 26 août 2013      | NC                         |
| Alors que princesse Lumpy Space est victime d'un vol, princesse Chewing-Gum tente de la calmer, mais lui administre une trop grande dose de tranquillisant. |                                |                                       |                                                |                   |                            |
| 13b | Wizards Only, Fools            | Réservé aux sorciers, bouffons !      | Jesse Moynihan Thomas Wellmann                 | 16 septembre 2013 | NC                         |
| Starchy est malade et à besoin d'un remède magique. Finn, Jake et la princesse Chewing-gum se déguisent en magicien pour s'introduire dans la ville des Magiciens. |                                |                                       |                                                |                   |                            |
| 14a | Jake Suit                      | La combi-Jake                         | Health Kenny Kent Osborne                      | 23 septembre 2013 | NC                         |
| Jake trouve que Finn utilise trop souvent son corps comme une armure, il le convainc alors d'échanger de place avec lui. |                                |                                       |                                                |                   |                            |
| 14b | Be More                        | Alerte BMO                            | Bob Boyle Steve Wolfhard                       | 30 septembre 2013 | NC                         |
| Beemo à accidentellement effacé ses fichiers système. Finn et Jake se déguisent pour infiltrer l'usine et sauver sa mémoire. |                                |                                       |                                                |                   |                            |
| 15a | Sky Witch                      | À la recherche de la peluche disparue | Jesse Moynihan Ako Castuera Dan Fausett        | 7 octobre 2013    | NC                         |
| Marceline traque la Sorcière du Ciel, mais perd sa trace. Elle se tourne alors vers la princesse Chewing-Gum pour demander de l'aide. |                                |                                       |                                                |                   |                            |
| 15b | Frost and Fire (Part 1)        | Glace et Feu (partie 1)               | Somvilay Xayaphone Luke Pearson Rob Mittenthal | 14 octobre 2013   | NC                         |
| Finn tente d'amener la princesse des Flammes et le roi des Glaces à se battre, dans le but de retrouver la fin de son rêve. |                                |                                       |                                                |                   |                            |
| 16a | Too Old (Part 2)               | Histoire d'âge (partie 2)             | Frédéric Mintoff Steve Wolfhard                | 14 octobre 2013   | NC                         |
| Finn, Jake et la princesse Chewing-Gum découvrent un mutant talentueux au royaume des Citrons. Ils tentent alors de trouver un moyen de le sortir de là. |                                |                                       |                                                |                   |                            |
| 16b | Earth and Water (Part 3)       | Terre et Eau (partie 3)               | Somvilay Xayaphone Robert Scull                | 14 octobre 2013   | NC                         |
| Fin de cet épisode en trois parties. |                                |                                       |                                                |                   |                            |
| 17a | Time Sandwich                  | Le sandwich à voyager dans le temps   | Jennifer Coyle Kent Osborne                    | 21 octobre 2013   | NC                         |
| Jake crée le sandwich parfait, mais le Magicien lui vole. Finn doit alors défier les lois de l'espace et du temps pour récupérer la création de Jake. |                                |                                       |                                                |                   |                            |
| 17b | The Vault                      | La grotte                             | Jesse Moynihan Ako Castuera                    | 28 octobre 2013   | NC                         |
| Finn est en proie à des crises de somnambulisme et fait d'étranges rêves au sujet d'une femme verte. Beemo et Jake tentent de l'aider à découvrir qui est cette femme, et en quoi elle est liée à Finn. |                                |                                       |                                                |                   |                            |
| 18a | Love Games                     | Les jeux de l'amour                   | Cole Sanchez Kent Osborne                      | 3 novembre 2013   | NC                         |
| Finn et Jake doivent aider la Princesse Baveuse à se trouver un mari. S'ils n'y arrivent pas à temps, elle perdra son royaume et devra céder son trône à son odieuse sœur ! |                                |                                       |                                                |                   |                            |
| 18b | Dungeon Train                  | Le train fantôme                      | Thomas Herpich Steve Wolfhard                  | 6 décembre 2013   | NC                         |
| Finn et Jake découvrent un train où chaque wagon est un donjon pourvu d'un nouvel ennemi à combattre. |                                |                                       |                                                |                   |                            |
| 19a | Box-Prince                     | Le Prince Carton                      | Somvilay Xayaphone Seo Kim                     | 14 janvier 2014   | NC                         |
| Jake rencontre le Prince de Boites, venu lui demander de l'aide à la suite de l'usurpation de son trône. |                                |                                       |                                                |                   |                            |
| 19b | Red Starved                    | Rouge comme la faim                   | Jesse Moynihan Ako Castuera                    | 25 février 2014   | NC                         |
| Finn, Jake et Marceline sont coincés dans une caverne sans rien de rouge autour d'eux. Si Marceline ne trouve pas très vite quelque chose de rouge, elle risque de se transformer en créature démoniaque et de sucer le sang de Finn. Jake part alors explorer la grotte pour tenter de trouver une issue.  |                                |                                       |                                                |                   |                            |
| 20a | We Fixed A Truck               | Mécanos en herbe                      | Cole Sanchez Andy Ristaino Terry Tompkins      | 3 mars 2014       | NC                         |
| Finn trouve un vieux camion qu'il entreprend de réparer avec l'aide de l'Homme-Banane. |                                |                                       |                                                |                   |                            |
| 20b | Play Date (Part 1)             | Meilleurs Copains                     | Somvilay Xayaphone Joe Parham Kent Osborne     | 4 mars 2014       | NC                         |
| Fatigués de baby-sitter le roi des Glaces, Jake et Finn appellent un vieux copain pour sortir et se changer les idées. |                                |                                       |                                                |                   |                            |
| 21a | The Pit (Part 2)               | Le Gouffre                            | Jesse Moynihan Ako Castuera George Gendi       | 5 mars 2014       | NC                         |
| Kee-Oth le Démon de Sang, a enlevé Jake et l'as emmené dans sa dimension. |                                |                                       |                                                |                   |                            |
| 21b | James                          | James                                 | Andy Ristaino Cole Sanchez                     | 6 mars 2014       | NC                         |
| Finn, Jake et la princesse Chewing-Gum sont attaqués par un monstre gluant dans le Désert des Merveilles. |                                |                                       |                                                |                   |                            |
| 22a | Root Beer Guy                  | Monsieur Viennois                     | Graham Falk Johanna Stein                      | 7 mars 2014       | NC                         |
| Racinette assiste à l'enlèvement de la princesse Chewing-Gum par Finn et Jake. Il tente de trouver de l'aide mais personne ne le croit… |                                |                                       |                                                |                   |                            |
| 22b | Apple Wedding                  | Mariage fâcheux, mariage heureux      | Tom Herpich Steve Wolfhard                     | 14 mars 2014      | NC                         |
| La Trompe et Mr.Cochon organisent le mariage de l'année ! |                                |                                       |                                                |                   |                            |
| 23a | Blade of Grass                 | L’Épée Herbeuse                       | Carin Greenberg Somvilay Xayaphone             | 9 avril 2014      | NC                         |
| Jake suggère à Finn qu'il est temps qu'il se trouve une nouvelle épée. Il en achète donc une à un mystérieux vieil homme, mais il s'avère que celle-ci est maudite… |                                |                                       |                                                |                   |                            |
| 23b | Rattleballs                    | Roulemaboul                           | Andy Ristaino Cole Sanchez Carrie Miller       | 30 avril 2014     | NC                         |
| Finn s'entraine dans un terrain vague avec sa nouvelle épée. Il rencontre alors Bringueballes, un vieux robot qui accepte de l'entrainer. Mais Finn va vite découvrir le sombre secret que cache son nouveau professeur….un secret qui va mettre sa loyauté envers la princesse Chewing-Gum à rude épreuve. |                                |                                       |                                                |                   |                            |
| 24a | Red Throne                     | Le trône de feu                       | Steve Daye Somvilay Xayaphone                  | 5 mai 2014        | NC                         |
| Quand le roi des Flammes s'évade de sa prison et reprend le contrôle du royaume, la princesse des Flammes se tourne vers Finn. Mais pourra-t-il mettre les sentiments qu'il éprouve pour elle de côté assez longtemps pour l'aider à reprendre son trône ?                                                  |                                |                                       |                                                |                   |                            |
| 24b | Betty                          | Betty                                 | Ako Castuera Jesse Moynihan Robert Scull       | 12 mai 2014       | NC                         |
| Après qu'un de ses sortilèges se soit retourné contre lui, le roi des Glaces redevient Simon Petrikov. Il demande alors l'assistance de Finn, Jake et Marceline afin de récupérer son ancienne fiancée. |                                |                                       |                                                |                   |                            |
| 25a | Bad Timing                     | Le mauvais moment                     | Kent Osborne Pendleton Ward Frédéric Mintoff   | 19 mai 2014       | NC                         |
| L'amour est dans l'air lorsque la princesse Lumpy Space renoue avec un ancien camarade de classe. Mais sa jalousie est un problème… |                                |                                       |                                                |                   |                            |
| 25b | Lemonhope (Part 1)             | Citron Espoir (partie 1)              | Tom Herpich Steve Wolfhard                     | 26 mai 2014       | NC                         |
| Fatigué des discours de la princesse Chewing-Gum au sujet des "responsabilités" , Citrognon aspire à la vraie liberté. Il se lance alors dans une grande aventure… |                                |                                       |                                                |                   |                            |
| 26a | Lemonhope (Part 2)             | Citron Espoir (partie 2)              | Tom Herpich Steve Wolfhard                     | 26 mai 2014       | NC                         |
| Bien que Citrognon ai trouvé refuge dans le désert aux côtés du chasseur de monstre Phlannel Boxingday, il semblerait qu'il ne puisse pas échapper aux fantômes de son passé. |                                |                                       |                                                |                   |                            |
| 26b | Billy's Bucket List (Part 1)   | La liste de Billy                     | Ako Castuera Jesse Moynihan                    | 9 juin 2014       | NC                         |
| Finn trouve la liste des "choses à faire" inachevée de Billy et, en hommage, décide de tout terminer. |                                |                                       |                                                |                   |                            |

### Sixième saison (2014-15)
La saison 6 est diffusée depuis 4 avril 2014 aux États-Unis.
| # | Titre original et français          | Titre original et français        | Réalisation                                 | Dialogues et storyboard                                  | Date de diffusion | Date de diffusion |
| # | Original                            | Francophone                       | Réalisation                                 | Dialogues et storyboard                                  | États-Unis        | France            |
| --- | ----------------------------------- | --------------------------------- | ------------------------------------------- | -------------------------------------------------------- | ----------------- | ----------------- |
| 1a | Wake Up (Part 2)                    | NC                                | Elizabeth Ito                               | Andy Ristaino Cole Sanchez Robert Scull                  | 9 juin 2014       | NC                |
| Pour retrouver le père de Finn, Jake et lui doivent commettre un crime cosmique à moins que le roi Liche ne les battent. |                                     |                                   |                                             |                                                          |                   |                   |
| 1b | Escape From the Citadel (Part 3)    | NC                                | Adam Muto                                   | Tom Herpich Steve Wolfhard Frédéric Mintoff              | 9 juin 2014       | NC                |
| Le roi Liche conduit Finn et Jake jusqu'au père de Finn, curieux de savoir jusqu'à quel point ce dernier lui ressemble. |                                     |                                   |                                             |                                                          |                   |                   |
| 2a | James II                            | James II                          | Elizabeth Ito                               | Seo Kim Somvilay Xayaphone                               | 16 juin 2014      | NC                |
| Jann s'est encore une fois sacrifié pour sauver la princesse Chewing-Gum. En remerciement de son courage, elle lui décerne une Médaille du Courage et accepte de le cloner. Seulement, Jake et Finn découvrent que James simulait sa mort pour obtenir plus de médailles, et il y a maintenant 25 James qui se promènent au royaume de la confiserie. Alors princesse Chewing gum demanda aux gardes bananes. Pendant ce temps, des monstres attaquent le royaume de la confiserie. |                                     |                                   |                                             |                                                          |                   |                   |
| 2b | The Tower                           | NC                                | Andres Salaff                               | Tom Herpich Steve Wolfhard                               | 23 juin 2014      | NC                |
| Finn n'aime aucun des nouveaux bras que lui propose la princesse Chewing-Gum. Alors, il décide de construire une tour dans l'espace pour retrouver son père et récupérer son ancien bras. |                                     |                                   |                                             |                                                          |                   |                   |
| 3a | Sad Face                            | Nez Bleu                          | Adam Muto                                   | Graham Falk                                              | 30 juin 2014      | NC                |
| Une fois par mois quand Jake est endormi, sa queue s'étire et pars travailler comme clown dans un cirque d'insectes ambulant. |                                     |                                   |                                             |                                                          |                   |                   |
| 3b | Breezy                              | NC                                | Andres Salaff                               | Jesse Moynihan Derek Ballard                             | 30 juin 2014      | NC                |
| Aux côtés de son amie Breezy, une abeille amicale, Finn décide de reprendre goût au jeu de la séduction. |                                     |                                   |                                             |                                                          |                   |                   |
| 4a | Food Chain                          | La chaîne alimentaire             | Masaaki Yuasa Robert Scull Frédéric Mintoff | Masaaki Yuasa Robert Scull Frédéric Mintoff              | 7 juillet 2014    | NC                |
| Pendant un voyage au Musée d'histoire naturelle du royaume de la Confiserie, Finn et Jake en apprennent un peu plus sur la chaîne alimentaire. |                                     |                                   |                                             |                                                          |                   |                   |
| 4b | Furniture & Meat                    | De la viande et des meubles       | Elizabeth Ito                               | Kent Osborne Cole Sanchez                                | 7 juillet 2014    | NC                |
| Finn et Jake se rendent compte qu'ils ont trop d'argent et décident d'aller le dépenser au royaume des Baies Sauvages. |                                     |                                   |                                             |                                                          |                   |                   |
| 5a | The Prince Who Wanted Everything    | Le Prince qui voulait tout avoir  | Adam Muto                                   | Adam Muto Kent Osborne Emily Partridge Bert Youn         | 8 juillet 2014    | NC                |
| Le beau et sensible prince Lumpy Space fui ses cruels parents pour commencer une toute nouvelle vie. |                                     |                                   |                                             |                                                          |                   |                   |
| 5b | Something Big                       | Un truc géant                     | Andres Salaff                               | Jesse Moynihan                                           | 8 juillet 2014    | NC                |
| La princesse Chewing-Gum doit rallier ses forces lorsque son royaume est secoué par un violent assaut. |                                     |                                   |                                             |                                                          |                   |                   |
| 6a | Little Brother                      | Petit frère                       | Elizabeth Ito                               | Madéleine Flores Adam Muto                               | 9 juillet 2014    | NC                |
| Shelby se voit attribuer un nouveau rôle après un accident lors d'une petite fête. |                                     |                                   |                                             |                                                          |                   |                   |
| 6b | Ocarina                             | Ocarina                           | Andres Salaff                               | Tom Herpich Steve Wolfhard                               | 9 juillet 2014    | NC                |
| Le fils de Jake, Kim Kil Whan, en a plus qu'assez des singeries de son père. Il prend les mesures qui s'imposent. |                                     |                                   |                                             |                                                          |                   |                   |
| 7a | Thanks for the Crabapples, Giuseppe | Merci pour les pommes, Giuseppe ! | Elizabeth Ito                               | Seo Kim Somvilay Xayaphone                               | 10 juillet 2014   | NC                |
| Le roi des Glaces et une bande de sorciers mal-aimés se retrouvent pour un mystérieux road-trip. |                                     |                                   |                                             |                                                          |                   |                   |
| 7b | Princess Day                        | La fête des princesses            | Elizabeth Ito                               | Seo Kim Somvilay Xayaphone                               | 11 juillet 2014   | NC                |
| C'est le jour des princesses ! Ce qui veut dire que Marceline et princesse Lumpy Space ont prévu de saboter le traditionnel petit-déjeuner des princesses. |                                     |                                   |                                             |                                                          |                   |                   |
| 8a | Nemesis                             | L'ennemi                          | Andres Salaff                               | Derek Ballard Jesse Moynihan                             | 14 juillet 2014   | NC                |
| Un curieux individu nommé le maître de la Paix décide de prendre pour cible l'élite du royaume de la Confiserie. |                                     |                                   |                                             |                                                          |                   |                   |
| 8b | Joshua and Margaret Investigations  | Joshua et Margaret                | Elizabeth Ito                               | Andy Ristaino Cole Sanchez                               | 14 juillet 2014   | NC                |
| Finn et les parents de Jake traquent une créature surnaturelle à travers les bois. |                                     |                                   |                                             |                                                          |                   |                   |
| 9a | Ghost Fly                           | La Mouche Fantôme                 | Cole Sanchez                                | Graham Falk Cole Sanchez                                 | 18 juillet 2014   | NC                |
| Après que Jake ai écrasé une mouche qui buvait sa soupe, celle-ci revient sous la forme d'un spectre vengeur pour essayer de tuer les occupants de la maison. |                                     |                                   |                                             |                                                          |                   |                   |
| 9b | Everything's Jake                   | Jake, sous toutes les coutures    | Cole Sanchez                                | Seo Kim Somvilay Xayaphone                               | 18 juillet 2014   | NC                |
| Jake se retrouve coincé dans un monde fait de la même matière malléable et extensible que lui. |                                     |                                   |                                             |                                                          |                   |                   |
| 10a | Is That You?                        | C'est pas toi ?                   | Andres Salaff                               | Jesse Moynihan                                           | 25 août 2014      | NC                |
| Après avoir assisté au service commémoratif d'un ami, Jake commence à agir bizarrement. |                                     |                                   |                                             |                                                          |                   |                   |
| 10b | Jake the Brick                      | Jake, la brique                   | Kent Osborne                                | Kent Osborne                                             | 25 août 2014      | NC                |
| Jake à une ambition vraiment bizarre, et il veut tout mettre en œuvre pour arriver à l'atteindre. |                                     |                                   |                                             |                                                          |                   |                   |
| 11a | Dentist                             | Le dentiste                       | Andres Salaff                               | Tom Herpich Steve Wolfhard                               | 26 septembre 2014 | NC                |
| La rage de dent de Finn commence à devenir vraiment trop difficile à supporter ; il n'a donc pas d'autre choix que de se rendre chez un dentiste… Une idée qui ne l'enchante pas. |                                     |                                   |                                             |                                                          |                   |                   |
| 11b | The Cooler                          | Refroidissement                   | Cole Sanchez                                | Andy Ristaino Cole Sanchez Robert Scull Frédéric Mintoff | 10 octobre 2014   | NC                |
| Le royaume des Flammes est frappé par une catastrophe naturelle. La princesse des Flammes se tourne vers un allié improbable pour chercher de l'aide. |                                     |                                   |                                             |                                                          |                   |                   |
| 12a | The Pajama War                      | Une fête qui tourne mal           | Cole Sanchez                                | Frédéric Mintoff Robert Scull Somvilay Xayaphone         | 17 octobre 2014   | NC                |
| Une soirée pyjama organisée au royaume de la Confiserie tourne au cauchemar lorsque Finn et la princesse Chewing-Gum disparaissent. |                                     |                                   |                                             |                                                          |                   |                   |
| 12b | Evergeen                            | Verolive                          | Andres Salaff                               | Tom Herpich Steve Wolfhard Frederick Matty Stroppel      | 31 octobre 2014   | NC                |
| Dans une époque lointaine, un magicien tente tout pour sauver le monde. |                                     |                                   |                                             |                                                          |                   |                   |
| 13a | Astral Plane                        | Projection astrale                | Andres Salaff                               | Jesse Moynihan Fred Stroppel Jillian Tamaki              | 21 novembre 2014  | NC                |
| Finn vit une expérience de sortie-de-corps qui l'amène tout autour de Ooo et même au-delà. |                                     |                                   |                                             |                                                          |                   |                   |
| 13b | Gold Stars                          | Les étoiles d'or                  | Elizabeth Ito                               | Robert Scull Somvilay Xayaphone                          | 21 novembre 2014  | NC                |
| Le fils de La Trompe et de monsieur Cochon s'attire des ennuis lors de son tout premier jour d'école. |                                     |                                   |                                             |                                                          |                   |                   |
| 14a | The Visitor                         | Le visiteur                       | Andres Salaff                               | Tom Herpich Steve Wolfhard Carin Greenberg               | 12 décembre 2014  | NC                |
| Finn retrouve un membre bien connu de sa famille. |                                     |                                   |                                             |                                                          |                   |                   |
| 14b | The Mountain                        | La montagne                       | Andres Salaff                               | Sam Alden Jesse Moynihan Kathy Chow                      | 12 décembre 2014  | NC                |
| Citronnelle a repris le contrôle de son royaume et tout va pour le mieux, mais une fissure au plafond va l'envoyer à la montagne, un lieu-dit maudit. Finn et Jake le voient et s'apprêtent à le suivre mais un nuage bloque Jake et oblige Finn à continuer seul. |                                     |                                   |                                             |                                                          |                   |                   |
| 15a | Dark Purple                         | Super Porp                        | Adam Muto                                   | Sloane Leong Adam Muto Robert Scull                      | 9 janvier 2015    | NC                |
| Finn, Jake, BMO et Marcelline attendent leur boisson favorite avec impatience. Lorsque les drones chargés de refaire le plein dans les machines, un drone capture un bébé. La guerrière du village décide de le poursuivre afin de récupérer le bébé. |                                     |                                   |                                             |                                                          |                   |                   |
| 15b | The Diary                           | Le journal                        | Cole Sanchez                                | Jillian Tamaki                                           | 20 février 2015   | NC                |
| Miss Rainicorn trouve que son fils TV passe trop de temps devant son ordinateur alors elle en passe à Jake. Alors Jake demande à son fils d'aller chercher une barre chocolatée, TV y va volontiers. Alors il va au royaume de la confiserie, trébuche, et tombe sur un vieux journal intime. TV va chercher sa propriétaire. |                                     |                                   |                                             |                                                          |                   |                   |
| 16a | Walnuts & Rain                      | Au fond du trou                   | Andres Salaff                               | Tom Herpich Frédéric Mintoff                             | 27 mars 2015      | NC                |
| Finn et Jake tombent chacun dans un trou et rencontrent deux personnes différentes: Finn rencontre un roi et Jake rencontre un ours. |                                     |                                   |                                             |                                                          |                   |                   |
| 16b | Friends Forever                     | Amis pour la vie                  | Cole Sanchez                                | Andy Ristaino Cole Sanchez                               | 24 avril 2015     | NC                |
| Le roi des glaces invite le Mage du Don de la Vie chez lui en lui faisant croire qu'il veut devenir ami avec lui. En réalité il veut se servir de lui pour donner vie à ses meubles et être ami avec eux. |                                     |                                   |                                             |                                                          |                   |                   |
| 17a | Jermaine                            | Germain                           | Andres Salaff                               | Brandon Graham Fred Mintoff Fred Stroppel Jesse Moynihan | 29 mai 2015       | NC                |
| Jake rêve de Rainicornes quand il tombe sur son frère, Jermaine. Ils décident de se voir dans le monde réel et il part donc, accompagné de Finn, dans leur ancienne maison. |                                     |                                   |                                             |                                                          |                   |                   |
| 17b | Chips and Ice Cream                 | Chips et crème glacée             | Cole Sanchez                                | Frédéric Mintoff Somvilay Xayaphone                      | 9 juin 2015       | NC                |
| Jake se retrouve avec deux créatures, Chips et Ice Cream, sur la tête et doit donc vivre avec elles. |                                     |                                   |                                             |                                                          |                   |                   |
| 18a | Graybles 1000 +                     | Un paquet de petites histoires    | Andress Salaff                              | Steve Wolfhard                                           | 29 juin 2015      | NC                |
| Cuber doit se servir de son sac de graybles pour survivre après s'être écrasé dans une version future de Ooo. |                                     |                                   |                                             |                                                          |                   |                   |
| 18b | Hoots                               | Les rêves prémonitoires           | Adam Muto                                   | Kent Osborne Andy Ristaino                               | 30 juin 2015      | NC                |
| La chouette cosmique a vu une femme-oiseau dans le rêve de Finn et essaye de la retrouver. |                                     |                                   |                                             |                                                          |                   |                   |
| 19a | Water Park Prank                    | Le parc aquatique                 | David Ferguson Gene Grillo                  | David Ferguson Gene Grillo                               | 1er juillet 2015  | NC                |
| Finn et Jake vont au parc aquatique et piègent le roi des glaces en le bloquant dans le toboggan pendant qu'il descend. |                                     |                                   |                                             |                                                          |                   |                   |
| 19b | You Forgot Your Floaties            | Magie, folie, tristesse           | Andres Salaff                               | Jesse Moynihan                                           | 2 juillet 2015    | NC                |
| Finn et Jake décident de suivre Betty et voient qu'elle va chez le Magicien. |                                     |                                   |                                             |                                                          |                   |                   |
| 20a | Be Sweet                            | Qui veut être gentil avec moi ?   | Elizabeth Ito                               | Fred Stroppel Somvilay Xayaphone                         | 3 juillet 2015    | NC                |
| Princesse Lumpy Space soit s'occuper de Sweet Pea pour la soirée. |                                     |                                   |                                             |                                                          |                   |                   |
| 20b | Orgalorg                            | Orgalorg                          | Frederick Stroppel                          | Graham Falk                                              | 27 juillet 2015   | NC                |
| Gunter met un somnifère dans le gâteau du Roi des Glaces pour pouvoir organiser une soirée au royaume. Mais un incident se produit et Gunter se révèle avoir une identité secrète... |                                     |                                   |                                             |                                                          |                   |                   |
| 21a | On the Lam                          | Martin 2                          | Elizabeth Ito                               | Seo Kim Somvilay Xayaphone Cole Sanchez                  | 28 juillet 2015   | NC                |
| Martin, le père de Finn, s'évade de prison à l'aide d'une colonie de koalas. |                                     |                                   |                                             |                                                          |                   |                   |
| 21b | Hot Diggity Doom                    | La princesse destituée            | Andres Salaff Joey So                       | Tom Herpich Steve Wolfhard                               | 29 juillet 2015   | NC                |
| Les élections princesse Chewing-Gum contre le roi de Ooo a commencé, mais PCG est trop occupée par les études de la comète qui arrive très rapidement pour se présenter. le roi de Ooo se fait donc élire princesse, aidé de son écureuil et d'un mystérieux personnage encapuchonné. |                                     |                                   |                                             |                                                          |                   |                   |
| 22a | The Comet                           | La comète                         | Elizabeth Ito                               | Jesse Moynihan Andy Ristaino Joey So                     | 30 juillet 2015   | NC                |
| Gunther s'est transformé en Orgalorg et menace d'avaler la comète, source d'énergie et de pouvoir. Mais Finn et Jake ont réussi à le suivre dans le vaisseau spatial et finissent à la dérive dans l'espace. Alors que Jake s'éloigne peu à peu, Finn tombe sur une mite dans laquelle est caché son père. |                                     |                                   |                                             |                                                          |                   |                   |

### Septième saison (2015-16)
La saison 7 est diffusée depuis le 1er novembre 2015 aux États-Unis.
Les épisodes 6 à 13 racontent une seule histoire centrée sur Marceline et ses pouvoirs.
| #   | Titre original et français                  | Titre original et français                 | Réalisation                 | Dialogues et storyboard         | Date de diffusion            | Date de diffusion |
| #   | Original                                    | Francophone                                | Réalisation                 | Dialogues et storyboard         | États-Unis                   | France            |
| --- | ------------------------------------------- | ------------------------------------------ | --------------------------- | ------------------------------- | ---------------------------- | ----------------- |
| 1   | Bonnie and Neddy                            | Bonnie et Neddy                            | Tom Sheppard                | Joey So Steve Wolfhard          | 1er novembre 2015            | NC                |
| 1   | Varmins                                     | Les parasites                              | Elizabeth Ito               | Kris Mukai Adam Muto Joey So    | 2 novembre 2015              | NC                |
| 2   | Cherry Cream Soda                           | Cerisette                                  | Adam Muto                   | Graham Falk                     | 8 novembre 2015              | NC                |
| 2   | Mama Said                                   | Maman a dit                                | Elizabeth Ito               | Kris Mukai Kent Osborne         | 9 novembre 2015              | NC                |
| 3   | Football                                    | Football                                   | Andres Salaff               | Emily Partridge Luke Pearson    | 15 novembre 2015             | NC                |
| 3   | Stakes, Part 1: Marceline the Vampire Queen | Marceline la Reine Vampire                 | Andres Salaff               | Ako Castuera Jesse Moynihan     | 16 novembre 2015             | NC                |
| 4   | Stakes, Part 2: Everything Stays            | Rien n'a changé                            | Frederick Matty Stroppel    | Adam Muto Hanna K. Nyström      | 7 décembre 2015 (Nicktoons)  | NC                |
| 4   | Stakes, Part 3: Vamps About                 | Vampire un jour, Vampire toujours          | Andres Staff                | Tom Herpich Steve Wolfhard      | 9 décembre 2015 (Nicktoons)  | NC                |
| 5   | Stakes, Part 4: The Empress Eyes            | Les yeux de l'Impératrice                  | Elizabeth Ito               | Seo Kim Somvilay Xayaphone      | 11 décembre 2015 (Nicktoons) | NC                |
| 5   | Stakes, Part 5: May I Come In               | Puis-je entrer ?                           | Adam Muto                   | Luke Pearson Emily Partridge    | 14 décembre 2015 (Nicktoons) | NC                |
| 6   | Stakes, Part 6: Take her back               | Trouver la Lune                            | Andres Salaff               | Jesse Moynihan Ako Castuera     | 16 décembre 2015 (Nicktoons) | NC                |
| 6   | Stakes, Part 7: Checkmate                   | Échec et Mat                               | Elizabeth Ito               | Jesse Moynihan Ako Castuera     | 18 décembre 2015 (Nicktoons) | NC                |
| 6   | Stakes, Part 8: The Dark Cloud              | Le dernier combat                          | Andres Salaff               | Tom Herpich Steve Wolfhard      | 19 décembre 2015 (Nicktoons) | NC                |
| 7 8 | The More You Moe, The Moe You Know          | La mission de BMO                          | Andres Salaff Elizabeth Ito | Tom Herpich Steve Wolfhard      | 21 décembre 2015 (Nicktoons) | NC                |
| 9   | Summer Showers                              | Pluie d'été                                | Elizabeth Ito               | Graham Falk Joey So             | 30 décembre 2015 (Nicktoons) | NC                |
| 9   | Angel face                                  | Ange qui passe                             | Elizabeth Ito               | Seo Kim Somvilay Xayaphone      | 1er janvier 2016             | NC                |
| 10  | President Porpoise is Missing !             | Président Marsouin a disparu !             | Andres Salaff               | Kent Osborne Sam Alden          | 4 janvier 2016               | NC                |
| 10  | Blank-Eyed Girl                             | L'équipe de nuit                           | Andres Salaff               | Seo Kim Somvilay Xayaphone      | 11 janvier 2016              | NC                |
| 11  | Bad Jubies                                  | Mauvais Fluxe                              | Kristen Lepore Johnny Belt  | Kristen Lepore Seo Kim          | 18 janvier 2016              | NC                |
| 11  | King's Ransom                               | La rançon                                  | Adam Muto                   | Hannah K. Nyström Andres Salaff | 29 février 2016              | NC                |
| 12  | Scamps / Crossover                          | Les garnements / L'autre dimension         | Elizabeth Ito               | Kent Osborne Somvilay Xayaphone | 7 mars 2016                  | NC                |
| 12  | The Hall of Egress                          | La salle des issues                        | Andres Salaff               | Tom Herpich Joey So             | 8 mars 2016                  | NC                |
| 13  | Flute Spell                                 | L'esprit de la forêt                       | Andres Salaff               | Jesse Moynihan Sam Alden        | 9 mars 2016                  | NC                |
| 13  | The Thin Yellow Line                        | La ligne jaune                             | Adam Muto                   | Emily Partridge KC Green        | 10 mars 2016                 | NC                |
| 14  | Broke His Crown                             | Dans la couronne                           | Elizabeth Ito               | Hanna K. Nyström Ako Castuera   | 11 mars 2016                 | NC                |
| 14  | Don't Look                                  | Ne regarde pas                             | Elizabeth Ito               | Seo Kim Somvilay Xayaphone      | 14 mars 2016                 | NC                |
| 15  | Beyond the Grotto                           | De l'autre côté de la grotte               | Andres Salaff               | Seo Kim Somvilay Xayaphone      | 15 mars 2016                 | NC                |
| 15  | Lady Rainicorn of the Crystal Dimension     | Miss Rainicorn et la Dimension Cristalline | Elizabeth Ito Adam Muto     | Graham Falk Tom Herpich         | 16 mars 2016                 | NC                |
| 16  | I Am a Sword                                | Je suis une épée                           | Andres Salaff               | Jesse Moynihan Sam Alden        | 17 mars 2016                 | NC                |
| 16  | Bun Bun                                     | Rondelle                                   | Elizabeth Ito               | Seo Kim Somvilay Xayaphone      | 18 mars 2016                 | NC                |
| 17  | Normal Man                                  | Le Sans-Pouvoir                            | Andres Salaff               | Jesse Moynihan Sam Alden        | 25 avril 2016                | NC                |
| 17  | Elemental                                   | Élémentaire                                | Elizabeth Ito Adam Muto     | Kent Osborne Seo Kim            | 26 avril 2016                | NC                |
| 18  | Five Short Tables                           | Cinq petites histables                     | Elizabeth Ito               | Aleks Sennwald Kris Mukai       | 27 avril 2016                | NC                |
| 18  | The Music Hole                              | La guerre des musiciens                    | Andres Salaff               | Polly Guo Andres Salaff         | 28 avril 2016                | NC                |
| 19  | Daddy-Daughter Card Wars                    | Guerre des cartes père-fille               | Andres Salaff               | Steve Wolfhard Adam Muto        | 29 avril 2016                | NC                |
| 19  | Preboot (to the Origin)                     | À l'origine                                | Adam Muto                   | Aleks Sennwald Adam Muto        | 4 juillet 2016               | NC                |
| 20  | Reboot                                      | Redémarrage                                | Elizabeth Ito               | Tom Herpich Steve Wolfhard      | 1er juillet 2016             | NC                |

### Huitième saison (2016-17)
| #  | Titre original et français                | Titre original et français | Réalisation           | Dialogues et storyboard                     | Date de diffusion | Date de diffusion |
| #  | Original                                  | Francophone                | Réalisation           | Dialogues et storyboard                     | États-Unis        | France            |
| -- | ----------------------------------------- | -------------------------- | --------------------- | ------------------------------------------- | ----------------- | ----------------- |
| 1  | Two Swords                                | Deux épées                 | Cole Sanchez          | Tom Herpich Steve Wolfhard                  | 25 juillet 2016   | NC                |
| 1  | Do No Harm                                | Finn en herbe              | Cole Sanchez          | Laura Knetzger Emily Partridge              | 25 juillet 2016   | NC                |
| 1  | Wheels                                    | Comme sur des roulettes    | Elizabeth Ito         | Graham Falk Charmaine Verhagen              | 26 juillet 2016   | NC                |
| 2  | High Strangeness                          | Bizarreries cosmiques      | Elizabeth Ito         | Sam Alden Pendleton Ward                    | 27 juillet 2016   | NC                |
| 2  | Horse and Ball                            | Ballon et bonheur          | Cole Sanchez          | Seo Kim Somvilay Xayaphone                  | 28 juillet 2016   | NC                |
| 3  | Jelly Beans Have Power                    | Le pouvoir des bonbons     | Cole Sanchez          | Hanna K. Nyström Aleks Sennwald             | 29 juillet 2016   | NC                |
| 3  | Islands, Part 1: The Invitation           | L'invitation               | Elizabeth Ito Joey So | Sam Alden Polly Guo Joey So                 | 29 août 2016      | NC                |
| 4  | Islands, Part 2: Whipple the Happy Dragon | William le dragon heureux  | Elizabeth Ito Joey So | Seo Kim Somvilay Xayaphone                  | 29 août 2016      | NC                |
| 4  | Islands, Part 3: Mysterious Island        | L'île mystérieuse          | Cole Sanchez Joey So  | Tom Herpich Steve Wolfhard                  | 5 septembre 2016  | NC                |
| 5  | Islands, Part 4: Imaginary Resources      | Ressources imaginaires     | Elizabeth Ito Joey So | Graham Falk Pendleton Ward                  | 5 septembre 2016  | NC                |
| 5  | Islands, Part 5: Hide and Seek            | Cache-cache                | Elizabeth Ito Joey So | Hanna K. Nyström Aleks Sennwald             | 9 septembre 2016  | 5 octobre 2017    |
| 6  | Islands, Part 6: Min & Marty              | Minnie et Marty            | Cole Sanchez Joey So  | Sam Alden Kent Osborne                      | 3 octobre 2016    | 5 octobre 2017    |
| 6  | Islands, Part 7: Helpers                  | Les protecteurs            | Elizabeth Ito Joey So | Tom Herpich Steve Wolfhard                  | 7 octobre 2016    | 5 octobre 2017    |
| 7  | Islands, Part 8: The Light Cloud          | Le choix de Finn           | Cole Sanchez Joey So  | Graham Falk Adam Muto Aleks Sennwald        | 14 novembre 2016  | 6 octobre 2017    |
| 7  | Orb                                       | Planète                    | Elizabeth Ito Joey So | Adam Muto Aleks Sennwald                    | 18 novembre 2016  | 6 octobre 2017    |
| 8  | Elements, Part 1: Skyhooks                | Super hameçons             | Cole Sanchez          | Sam Alden Polly Guo                         | 30 janvier 2017   | 7 octobre 2017    |
| 8  | Elements, Part 2: Bespoken For            | La première piste          | Elizabeth Ito         | Graham Falk Somvilay Xayaphone              | 31 janvier 2017   | 7 octobre 2017    |
| 9  | Elements, Part 3: Winter Light            | Lumière de glace           | Cole Sanchez          | Laura Knetzger Steve Wolfhard               | 1er février 2017  | 7 octobre 2017    |
| 9  | Elements, Part 4: Cloudy                  | Cotonou                    | Elizabeth Ito         | Graham Falk Kent Osborne                    | 2 février 2017    | 7 octobre 2017    |
| 10 | Elements, Part 5: Slime Central           | Au cœur de la bave         | Elizabeth Ito         | Hanna K. Nyström Aleks Sennwald             | 3 février 2017    | 7 octobre 2017    |
| 10 | Elements, Part 6: Happy Warrior           | Le guerrier de feu         | Cole Sanchez          | Sam Alden Fred Stroppel                     | 21 avril 2017     | 7 octobre 2017    |
| 11 | Elements, Part 7: Hero Heart              | Cœur de héros              | Elizabeth Ito         | Frederick Matty Stroppel Somvilay Xayaphone | 25 avril 2017     | 7 octobre 2017    |
| 11 | Elements, Part 8: Skyhooks II             | Super hameçons II          | Cole Sanchez          | Steve Wolfhard Rich Fogel                   | 26 avril 2017     | 7 octobre 2017    |
| 12 | Abstract                                  | Abstrait                   | Adam Muto             | Graham Falk Laura Knetzger                  | 27 avril 2017     | 7 octobre 2017    |
| 12 | Ketchup                                   | Popotage                   | Elizabeth Ito         | Morris Berger Somvilay Xayaphone            | 17 juillet 2017   | 7 octobre 2017    |
| 13 | Fionna and Cake and Fionna                | Fionna et Cake et Fionna   | Elizabeth Ito         | Hanna K. Nyström Aleks Sennwald             | 18 juillet 2017   | 7 octobre 2017    |
| 13 | Whispers                                  | Murmures                   | Cole Sanchez          | Sam Alden Fred Stroppel                     | 19 juillet 2017   | 7 octobre 2017    |
| 14 | Three Buckets                             | Trois seaux                | Cole Sanchez          | Tom Herpich Steve Wolfhard                  | 20 juillet 2017   | 7 octobre 2017    |

### Neuvième saison (2017-18)
| #         | Titre original et français                                                                                             | Titre original et français | Réalisation                                      | Dialogues et storyboard                                                                                     | Date de diffusion | Date de diffusion          |
| #         | Original | Francophone | Réalisation                                      | Dialogues et storyboard                                                                                     | États-Unis        | France                     |
| --------- | --- | --- | ------------------------------------------------ | --- | ----------------- | -------------------------- |
| 1         | The Wild Hunt | La chasse | Cole Sanchez                                     | Sam Alden Erik Fountain Polly Guo Andy Wyatt                                                                | 17 septembre 2017 | 3 août 2018                |
| 2         | Always BMO Closing | Le vendeur de l'année | Diana Lafyatis Johnny Belt                       | Fred Stroppel Joey So                                                                                       | 17 septembre 2017 | 3 août 2018                |
| 2         | Son of Rap Bear | Fils de Rapours | Diana Lafyatis                                   | Seo Kim Somvilay Xayaphone                                                                                  | 17 septembre 2017 | 3 août 2018                |
| 3         | Bonnibel Bubblegum | Bonnibel Chewing-Gum | Diana Lafyatis                                   | Hanna K. Nyström Aleks Sennwald                                                                             | 17 septembre 2017 | 3 août 2018                |
| 3         | Seventeen | 17 ans | Cole Sanchez                                     | Fred Stroppel Somvilay Xayaphone                                                                            | 17 décembre 2017  | 3 août 2018                |
| 4         | Ring of Fire | L'anneau de feu | Cole Sanchez                                     | Tom Herpich Steve Wolfhard                                                                                  | 17 décembre 2017  | 3 août 2018                |
| 4         | Marcy & Hunson | Marcy & Hunson | Cole Sanchez                                     | Graham Falk Adam Muto                                                                                       | 17 décembre 2017  | 3 août 2018                |
| 5         | The First Investigation                                                                                                | La première enquête | Diana Lafyatis                                   | Hanna K. Nyström Aleks Sennwald                                                                             | 17 décembre 2017  | 3 août 2018                |
| 5         | Blenanas | Humour toujours | Diana Lafyatis                                   | Sam Alden Patrick McHale                                                                                    | 18 mars 2018      | 1er juillet 2019 (Netflix) |
| 6         | Jake the starchild | Jake l'enfant star | Cole Sanchez                                     | Hanna K. Nyström Aleks Sennwald                                                                             | 18 mars 2018      | 1er juillet 2019 (Netflix) |
| 6         | Temple of Mars | Le temple de Mars | Diana Lafyatis                                   | Tom Herpich Steve Wolfhard                                                                                  | 18 mars 2018      | 1er juillet 2019 (Netflix) |
| 7         | Gumbaldia | En Gumbaldie | Diana Lafyatis                                   | Sam Alden Graham Falk                                                                                       | 18 mars 2018      | 1er juillet 2019 (Netflix) |
| 8 9 10 11 | Come Along With Me: Part One Come Along With Me: Part Two Come Along With Me: Part Three Come Along With Me: Part Four | Donnons-nous la main : première partie Donnons-nous la main : deuxième partie Donnons-nous la main : troisième partie Donnons-nous la main : quatrième partie | Cole Sanchez Diana Lafyatis Joey So Fred Stoppel | Tom Herpich Steve Wolfhard Somvilay Xayaphone Seo Kim Aleks Sennwald Hanna K. Nyström Sam Alden Graham Falk | 3 septembre 2018  | 8 septembre 2018           |

NOTE: En France, ces épisodes ont été disponibles à la demande sur le service "Replay" de Cartoon Network et sur myCANAL avant leur diffusion TV.

## Spéciaux

### Minecraft (2018)
| Titre original et français | Titre original et français | Réalisation   | Dialogues et storyboard | Date de diffusion | Date de diffusion |
| Original                   | Francophone                | Réalisation   | Dialogues et storyboard | États-Unis        | France            |
| -------------------------- | -------------------------- | ------------- | ----------------------- | ----------------- | ----------------- |
| Diamonds and Lemonds       | Diamants et citrons        | Fred Stroppel | Andy Wyatt              | 20 juillet 2018   | 4 février 2019    |

### Adventure Time: Le Pays Magique (2020-2021)
| # | Titre original et français | Titre original et français | Réalisation            | Dialogues et storyboard                                                                            | Date de diffusion | Date de diffusion |
| # | Original                   | Francophone                | Réalisation            | Dialogues et storyboard                                                                            | États-Unis        | France            |
| - | -------------------------- | -------------------------- | ---------------------- | -------------------------------------------------------------------------------------------------- | ----------------- | ----------------- |
| 1 | BMO                        | BMO                        | Miki Brewster          | Hanna K. Nyström Iggy Craig Laura Knetzger Anna Syvertsson Adam Muto                               | 25 juin 2020      | 25 octobre 2020   |
| 2 | Obsidian                   | Obsidien                   | Miki Brewster          | Hanna K. Nyström Anna Syvertsson Iggy Craig Mickey Quinn Maya Petersen James Cambell Ashlyn Anstee | 19 novembre 2020  | 24 mai 2021       |
| 3 | Together Again             | Les Retrouvailles          | Miki Brewster          | Hanna K. Nyström Anna Syvertsson Iggy Craig Maya Petersen Serena Wu                                | 20 mai 2021       | 30 octobre 2021   |
| 4 | Wizard City                | Sorcellerie-Ville          | Jeff Liu Miki Brewster | Maya Petersen Hanna K. Nyström Anna Syvertsson Aleks Sennwald Haewon Lee                           | 2 septembre 2021  | 19 décembre 2021  |

### La saison des grenouilles (2016)
| # | Titre original et français | Titre original et français | Réalisation | Dialogues et storyboard | Date de diffusion | Date de diffusion |
| # | Original                   | Francophone                | Réalisation | Dialogues et storyboard | États-Unis        | France            |
| - | -------------------------- | -------------------------- | ----------- | ----------------------- | ----------------- | ----------------- |
| 1 | Spring                     | Printemps                  | Joey So     | Polly Guo               | 21 novembre 2016  | 30 janvier 2017   |
| 2 | Summer                     | Été                        | Joey So     | Polly Guo               | 22 novembre 2016  | 31 janvier 2017   |
| 3 | Autumn                     | Automne                    | Joey So     | Polly Guo               | 23 novembre 2016  | 1er février 2017  |
| 4 | Winter                     | Hiver                      | Joey So     | Polly Guo               | 24 novembre 2016  | 2 février 2017    |
| 5 | Spring (again)             | Printemps (encore)         | Joey So     | Polly Guo               | 25 novembre 2016  | 3 février 2017    |

NOTE: En France, ces épisodes ont été disponibles à la demande sur le service "Replay" de Cartoon Network et sur myCANAL avant leur diffusion TV.